# Salsas de la gastronomía mexicana

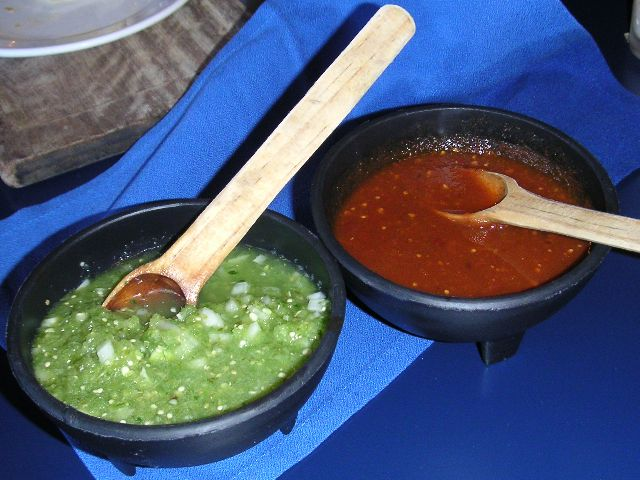
Clásico acompañamiento mexicano de dos salsas: salsa roja y salsa verde.

En la gastronomía mexicana son típicas varias salsas, que se elaboran principalmente con ingredientes vegetales: verduras, frutas, hierbas, semillas, especias... En México, tanto el chile (sus diferentes variedades) como el jitomate son dos ingredientes esenciales en la mayoría de salsas. También lo son la cebolla, el ajo, el cilantro, el epazote, el comino, el clavo de olor o la pimienta negra. La mayoría de salsas en México son salsas picantes, puesto que la pungencia es un aspecto fundamental y muy valorado en la cocina de este país.
Entre los platillos tradicionales que se suelen acompañar siempre con salsa están: los chilaquiles, los tlacoyos, los tamales, las enfrijoladas, moles, chiles rellenos como el chile en nogada... por mencionar algunos. En la sabiduría popular, los tacos se deben consumir imperativamente con una salsa, generalmente salsa verde o salsa roja, ambas picantes. En una investigación realizada por el GCE en México en 2017, el 92% de los encuestados afirmó incluir salsas en sus comidas diarias, de los cuales, el 89.6% las preparaba en casa, siendo la preferente la salsa verde picante (30.4%).
En la gastronomía mexicana encontramos incluso una categoría propia de salsas: los llamados «moles» (del náhuatl, mulli), un tipo de salsas espesas que se usan para guisar y que se caracterizan por elaborarse con multitud de ingredientes diferentes en una misma salsa: chocolate, chile, tomate, plátano, cebolla, almendras, ajonjolí, tomillo, orégano, hongos, nueces...

## Salsas para cocinar
Cabe diferenciar las salsas que son para guisar, como el adobo, el mole o el pipián, y las salsas para mojar o de acompañamiento, también conocidas por su nombre inglés, dip.

### Adobos
Los adobos mexicanos son salsas o caldos en los que se sumergen carnes para conservarlas y sazonarlas. Se componen de una mezcla de chiles secos, típicamente ancho, guajillo y pasilla, junto con ajo, vinagre y especias varias (comino, orégano, pimienta...). Las carnes se dejan adobar por uno o varios días, y luego se cocinan a fuego lento.
- Adobos de cerdo, de res, de pollo, de conejo...etc.
- Adobo verde
- Ajocomino

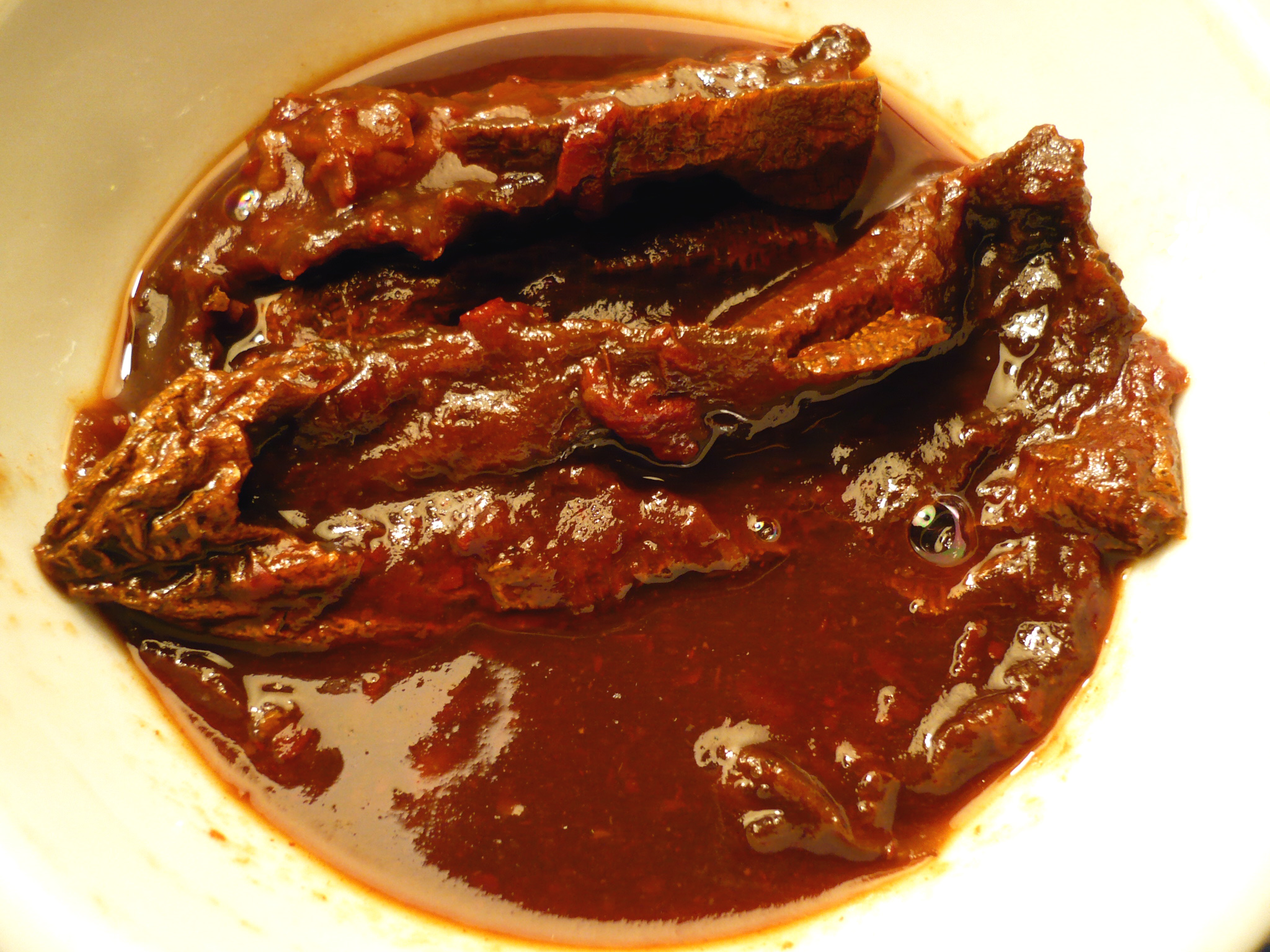
Chipotles en adobo
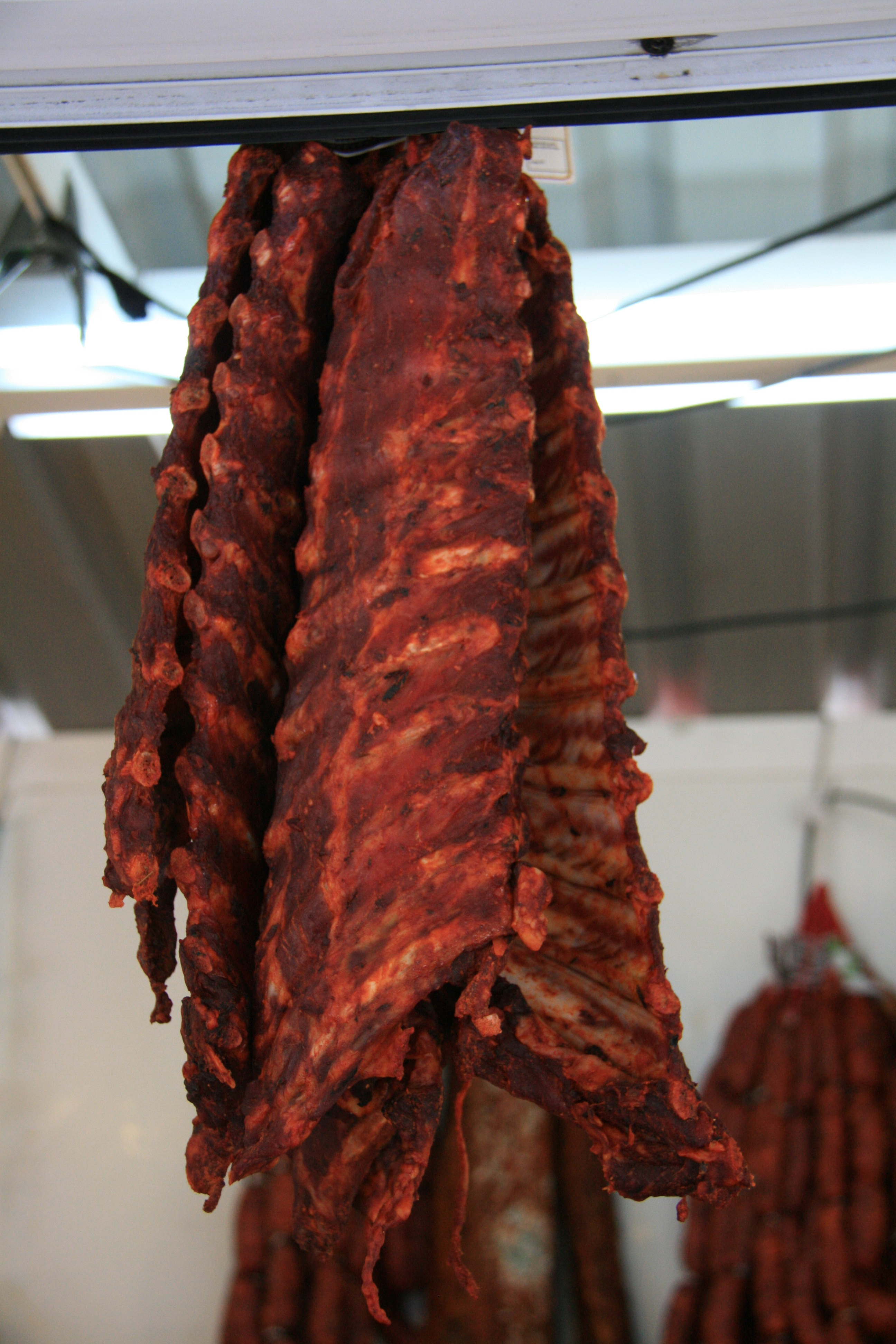
Costilla adobada
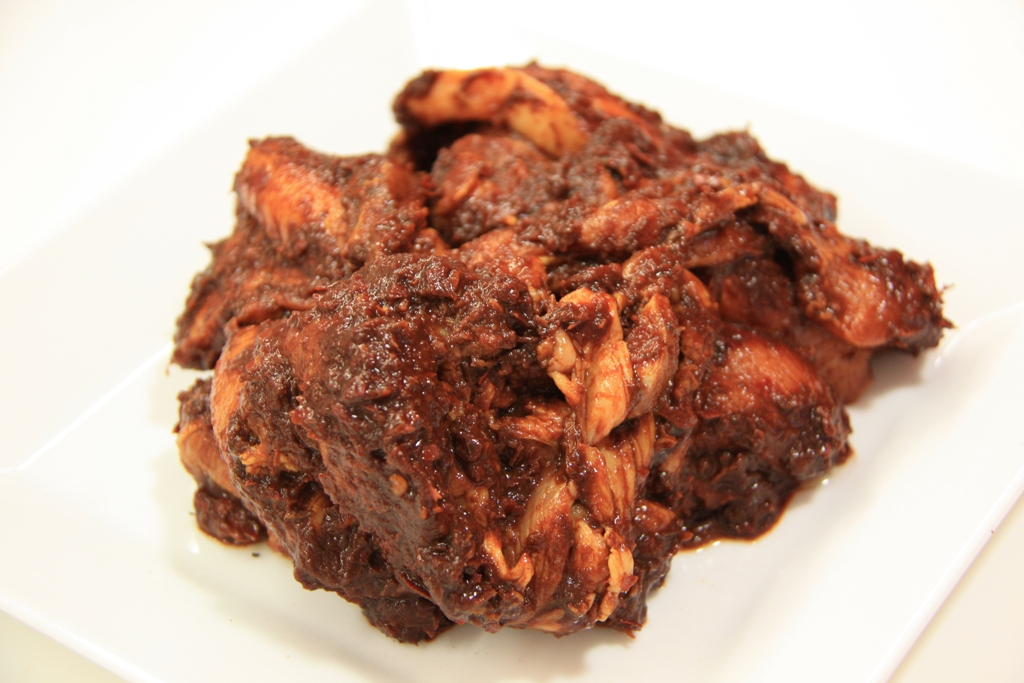
Adobo de cerdo

### Moles
Los moles son salsas (o guisos) que incluyen chile, multitud de especias y algún tipo de fruto seco, como almendra o cacahuate. En el libro Larousse de la cocina mexicana, la chef Gironella De’Angeli distingue las siguientes categorías de moles:
- Moles de cuchara: mole de olla, mole de pancita y chilatequil.
- Moles especiales: almendrado, mole poblano, clemole, manchamanteles, mole rosa y mole prieto (huaxmole).
- Moles espesados con maíz: atápakua, huatape, mole prieto (tlilmole), quixquihuitl, tastihuil de Nayarit, texmole, tlapanili, y xandúkata.
- Moles de ingredientes frescos: ayomole, clemole de Morelos, guaxmole, mole verde.
- Pipianes: páscal, pipián de pepitas de melón, mole blanco y tlatonile.
- Siete moles de Oaxaca: mole amarillo, chichilo, mole colorado, mole coloradito, mole negro y mole verde.

El chef Muñoz Zurita agrega el chilmole, el desmole, el michmole, el remole y los encacahuatados.

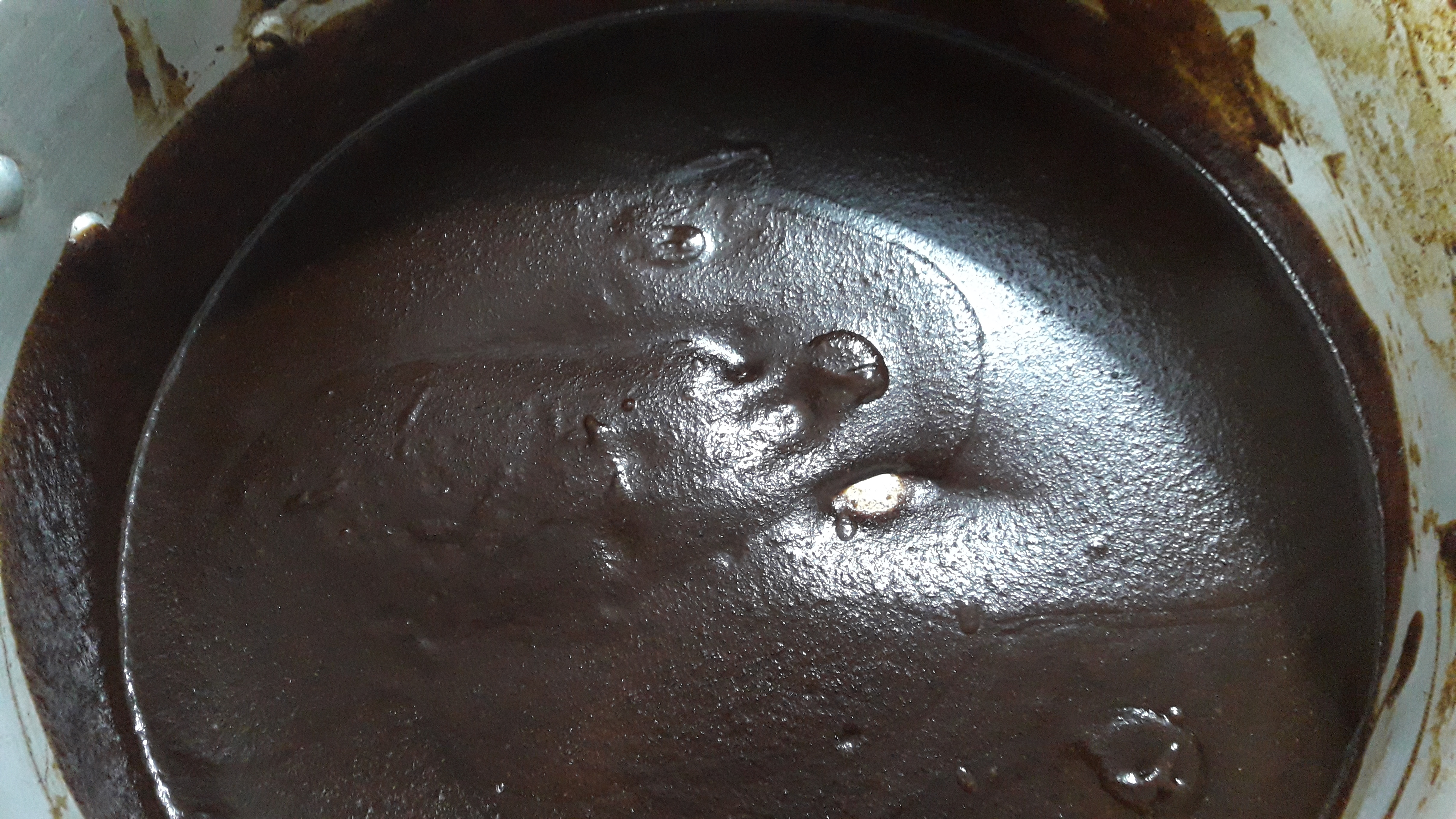
Mole.
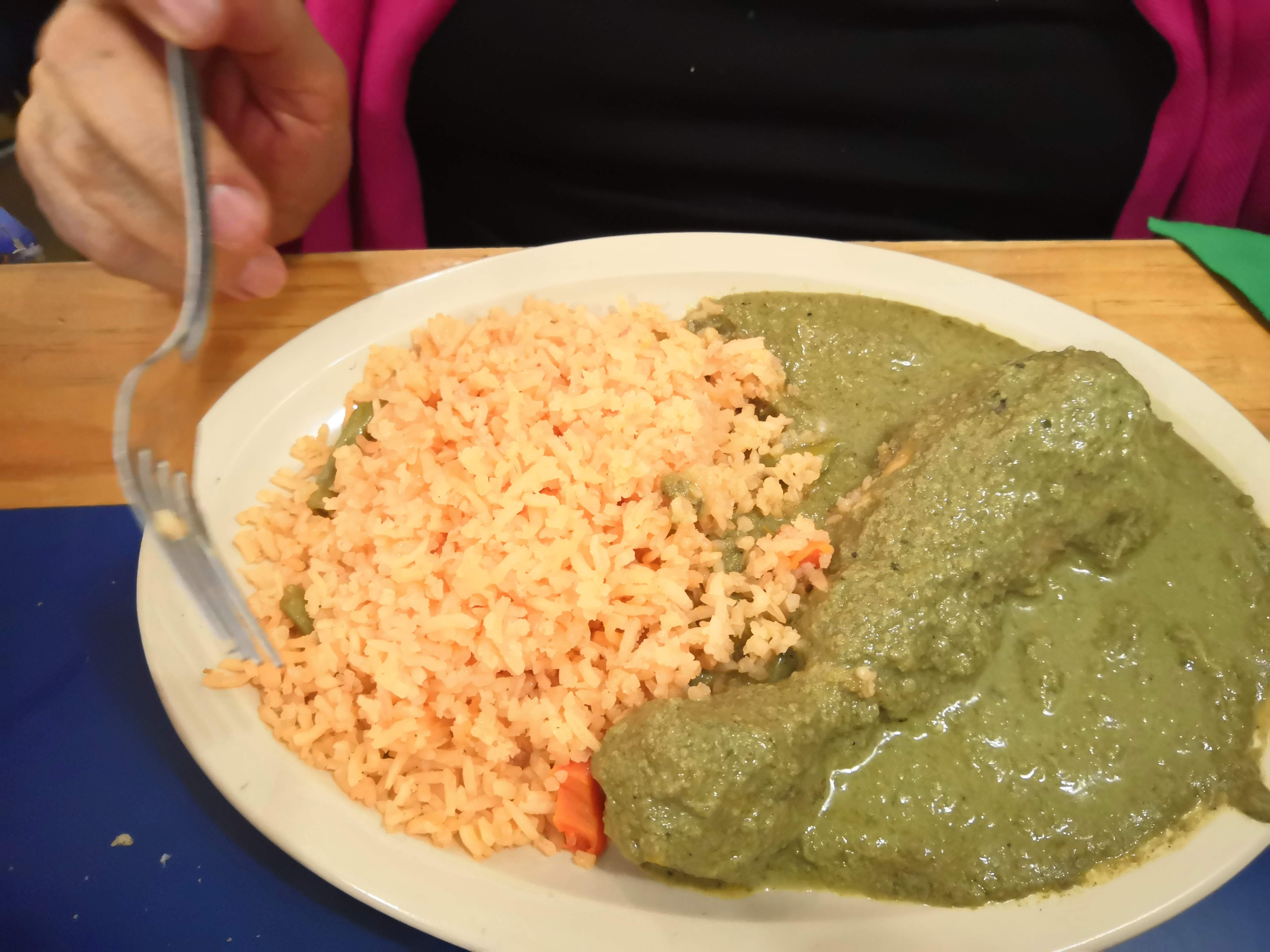
Mole verde.
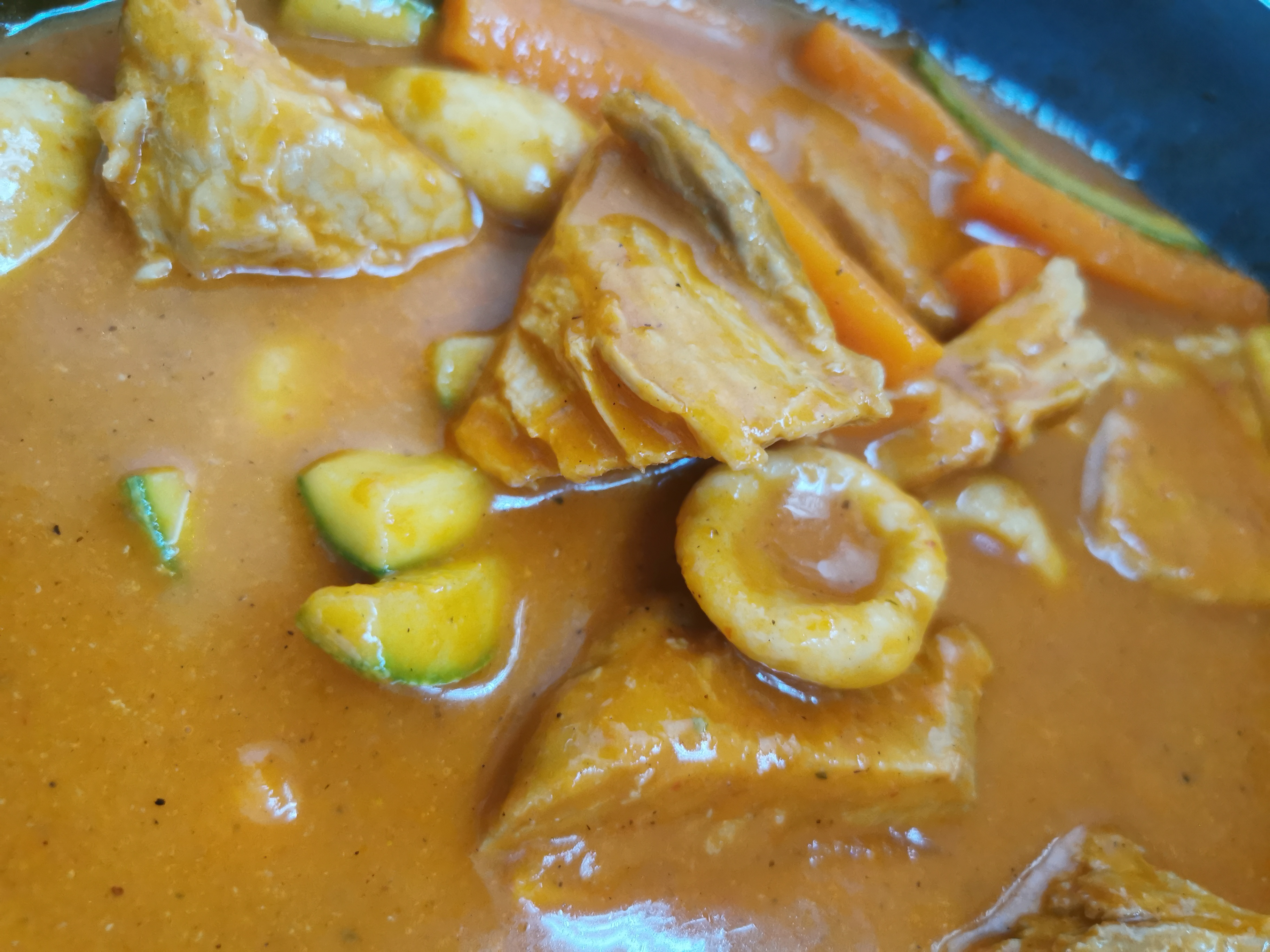
Mole amarillo
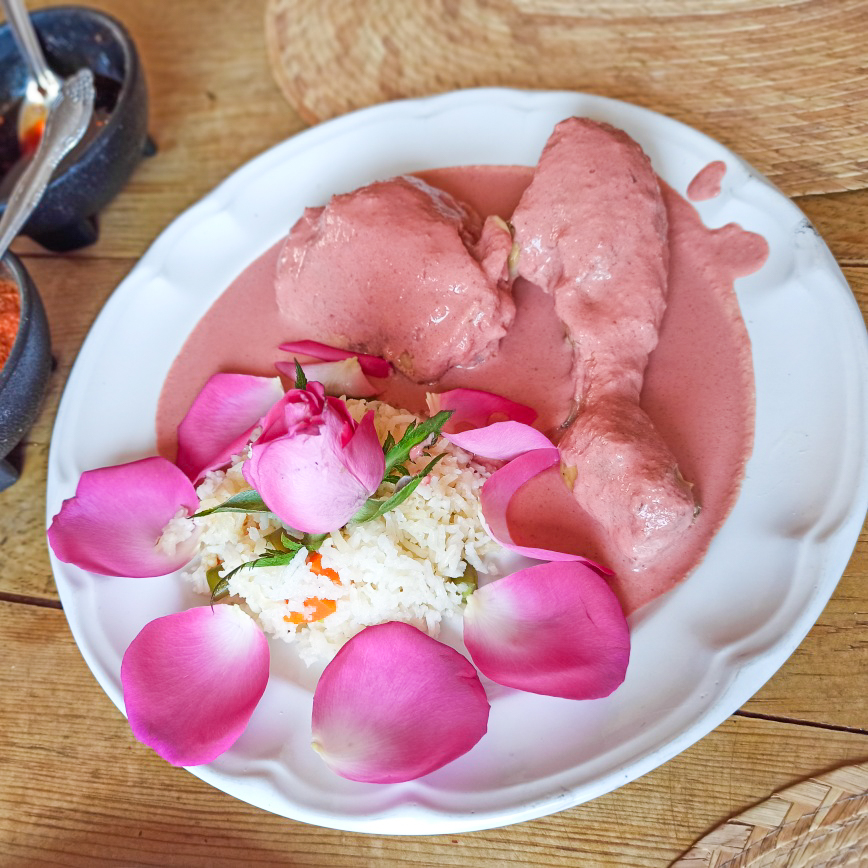
Mole rosa de Taxco
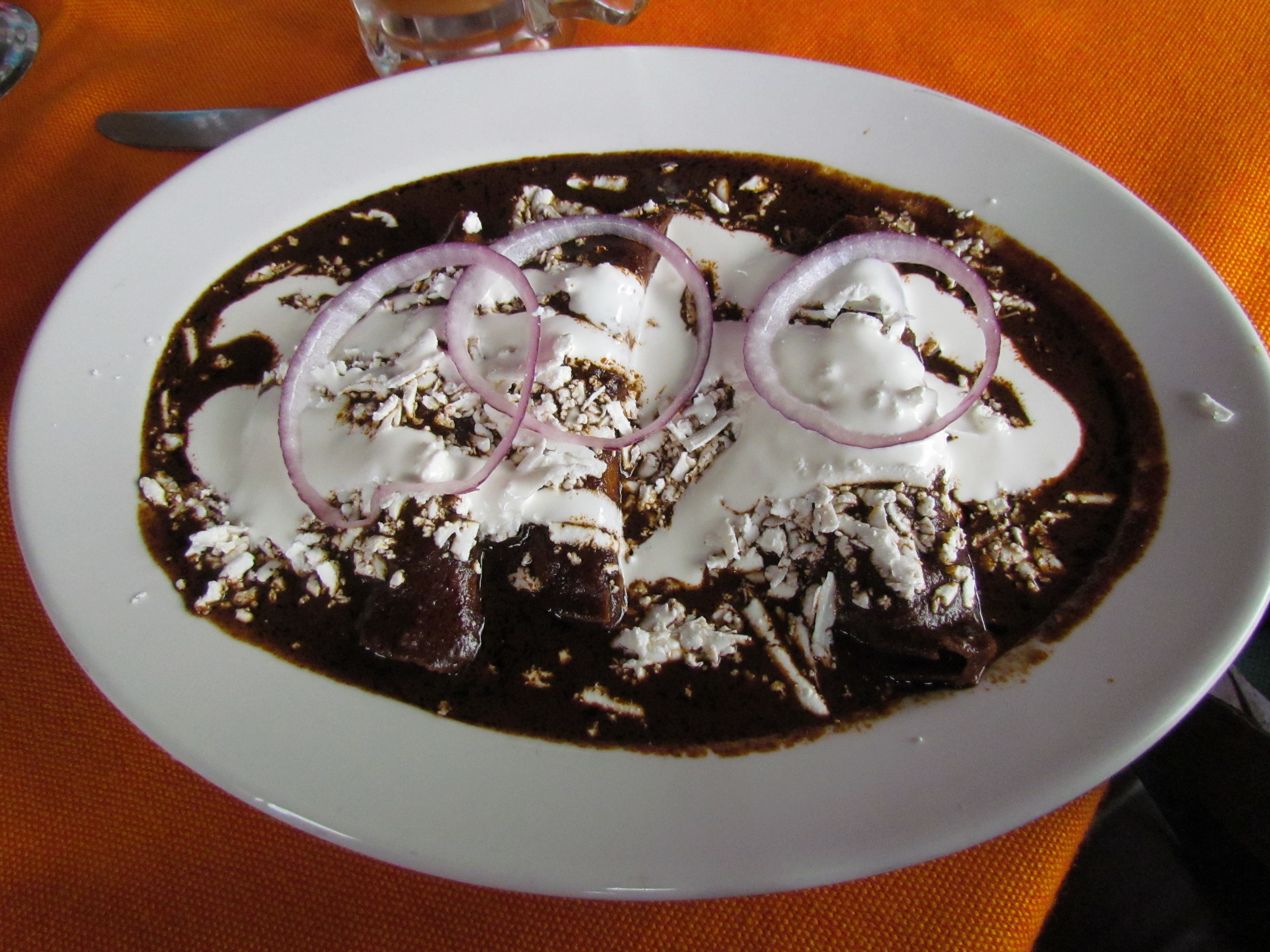
Enmoladas
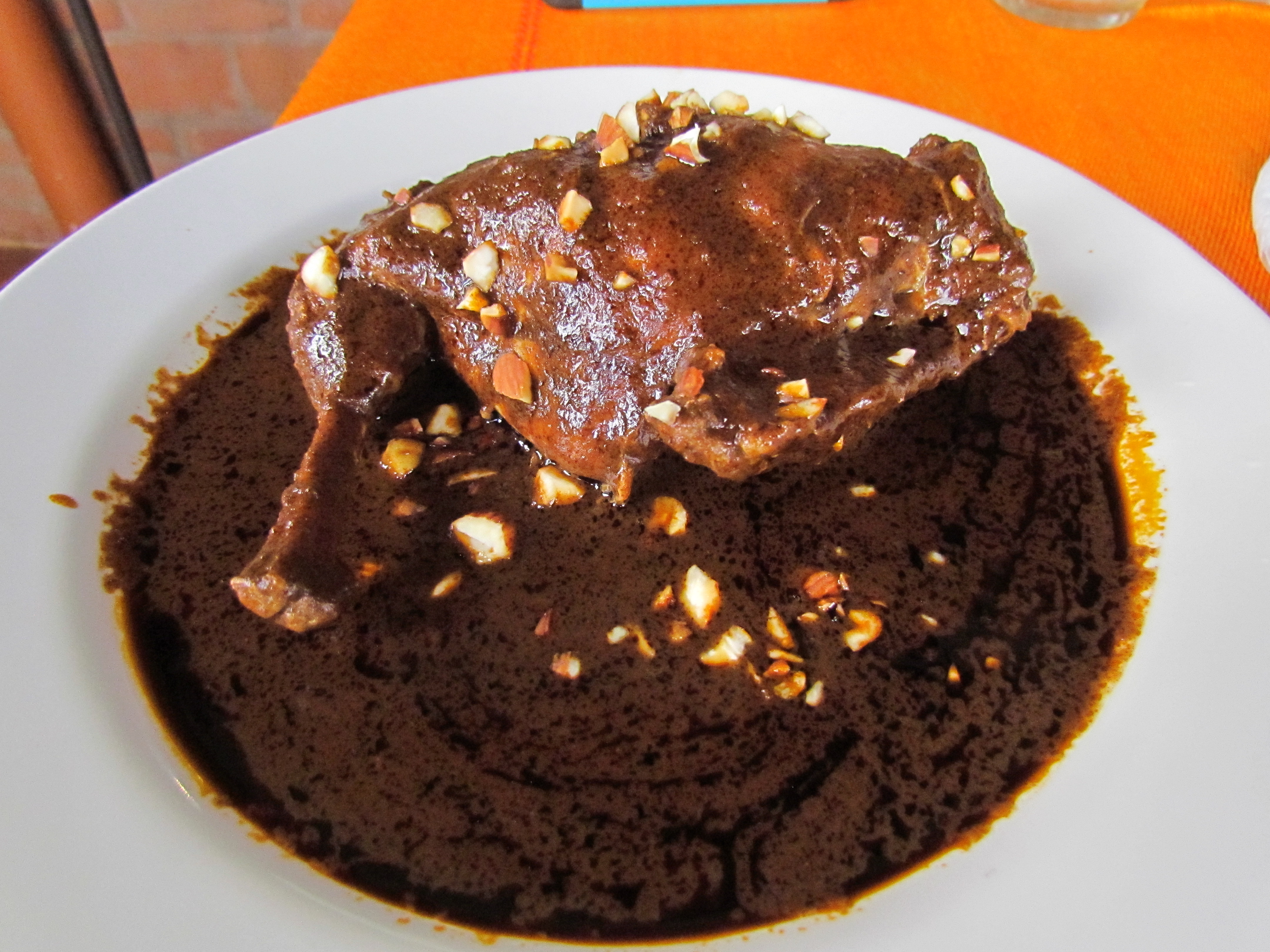
Conejo en mole almendrado
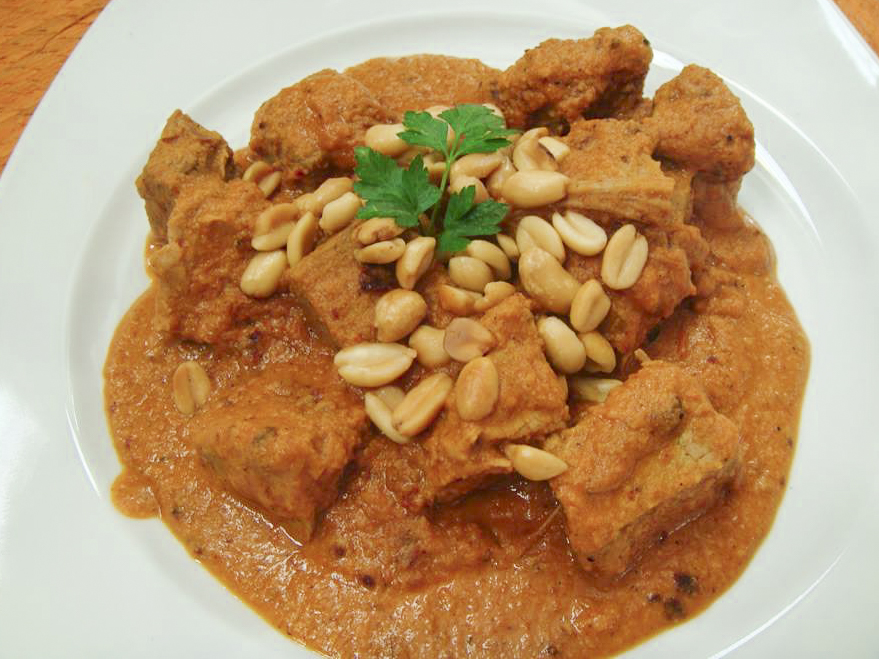
Mole encacahuatado
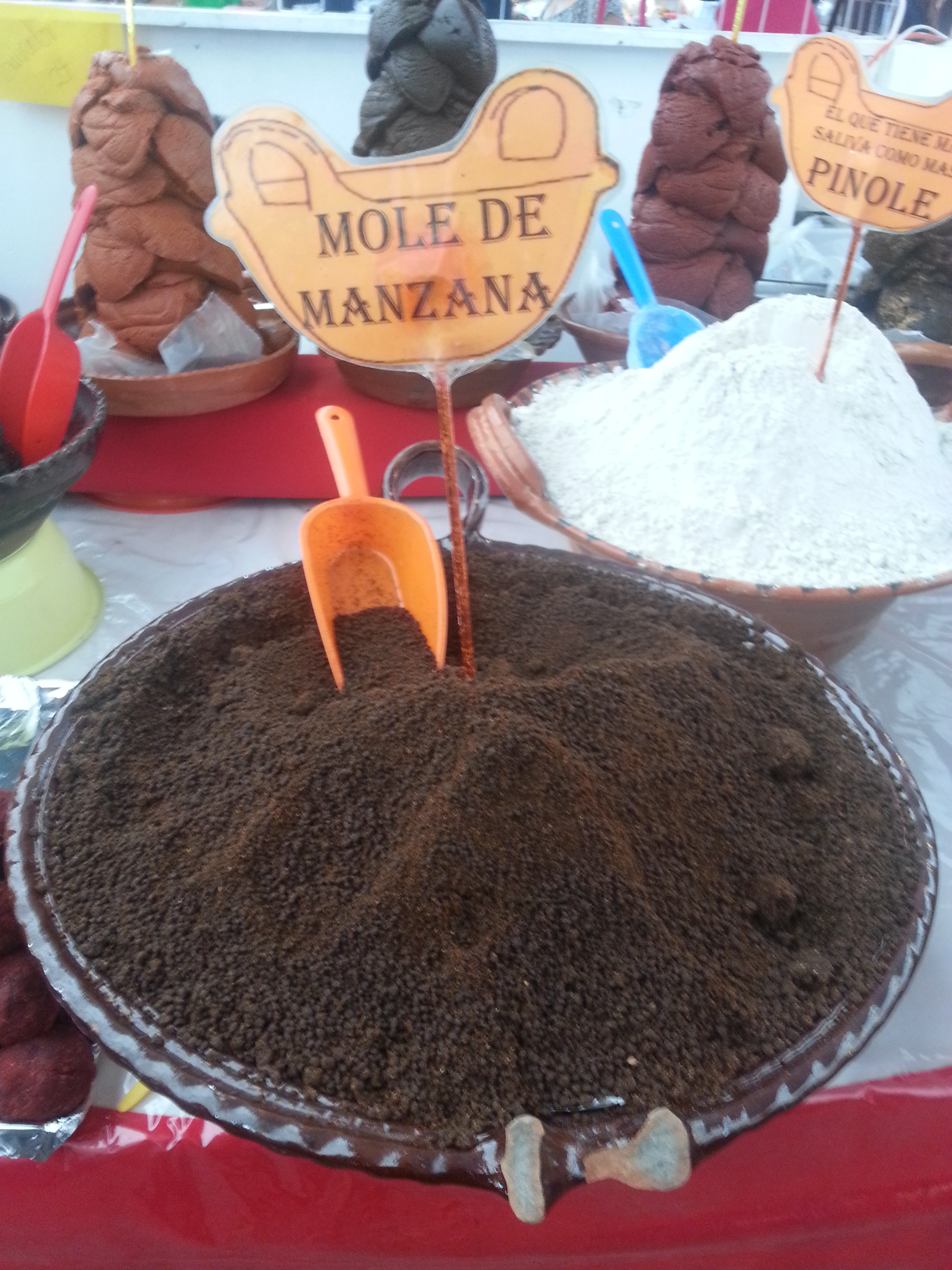
Mole de manzana (mole en polvo)

### Pipianes
Los pipianes son una subvariante bastante más sencilla de los moles, es decir, con muchos menos ingredientes. Principalmente semillas comestibles como pepitas de calabaza o ajonjolí.
- Pipián verde
- Pipián rojo
- Pipián blanco (mole blanco)
- Páscal
- Tlatonile

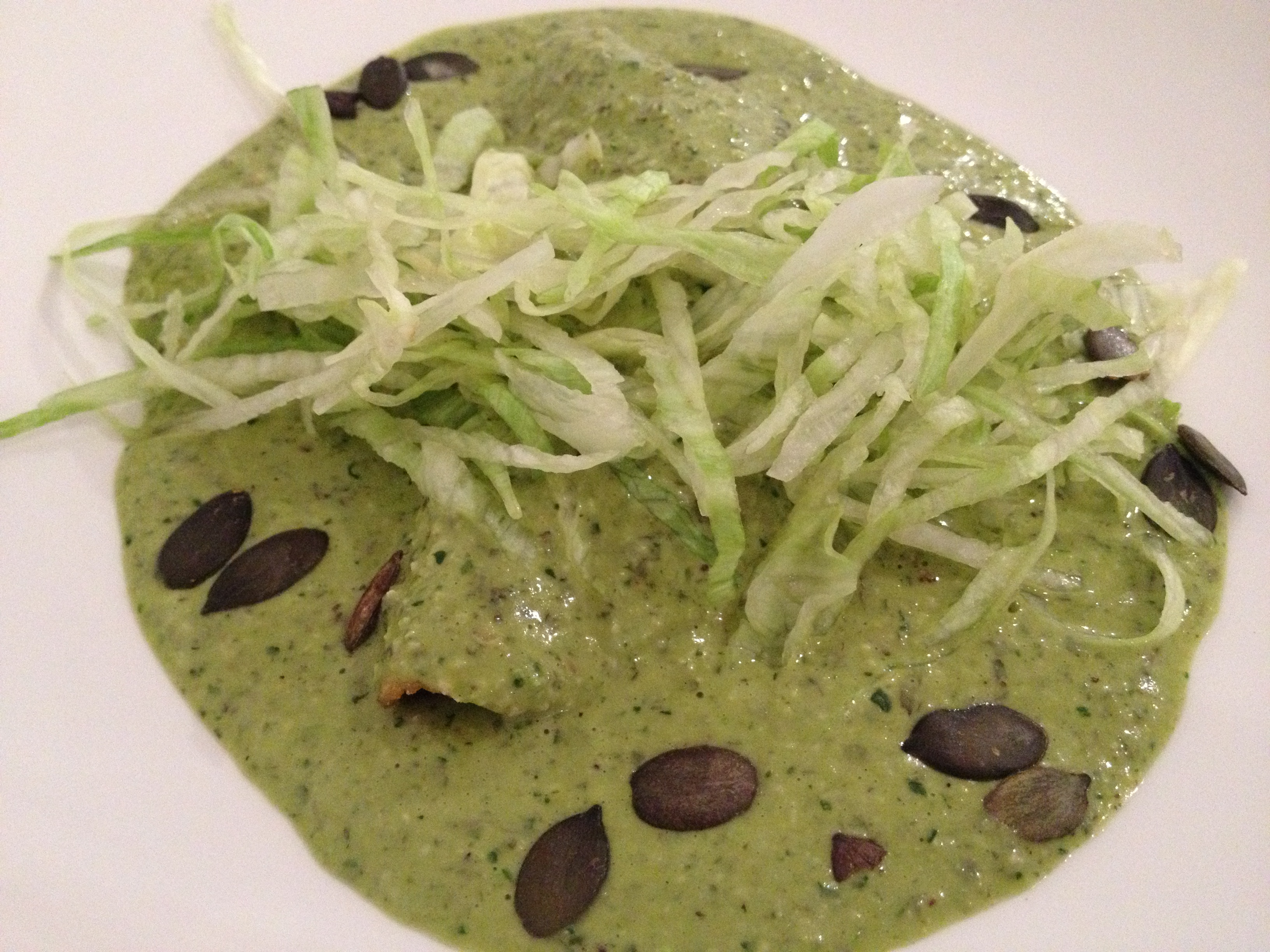
Pipián verde.
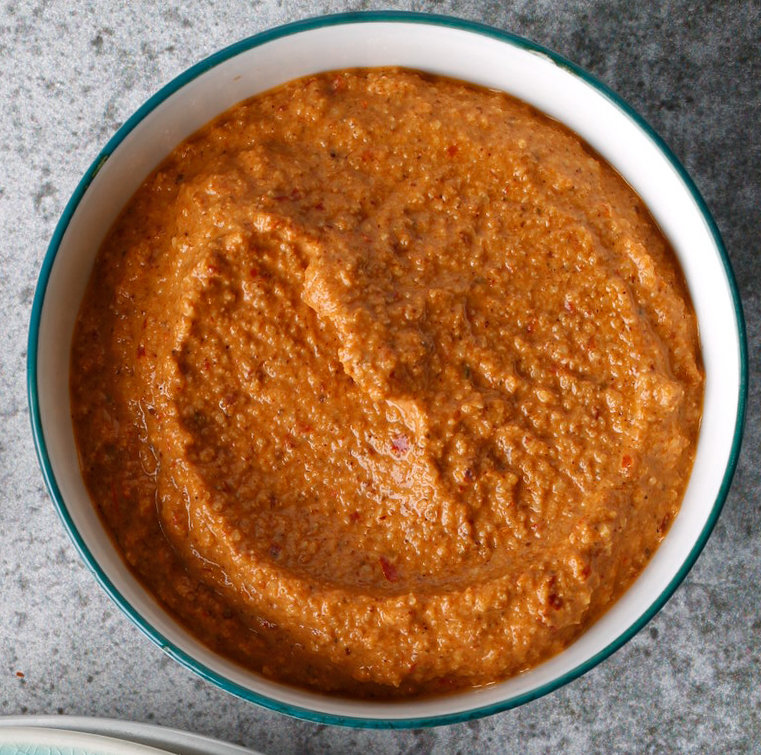
Tlatonil
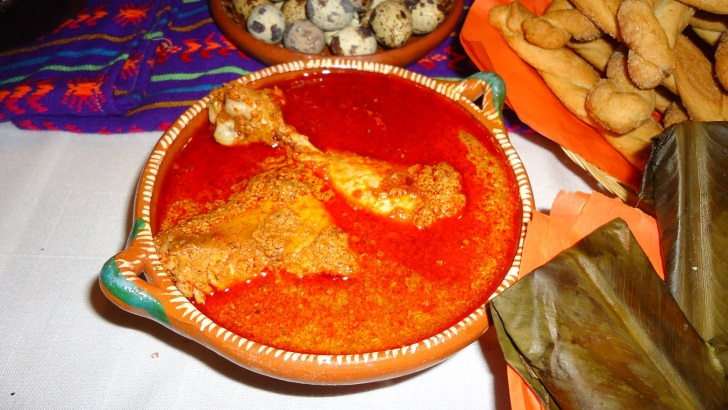
Páscal

### Otras
- Salsa de jitomate, salsa básica para varias recetas.
- Nogada, salsa a base de nueces para hacer el chile en nogada.
- Salsa veracruzana, aunque originalmente no lleva chile, algunas recetas le incluyen

## Salsas para acompañar

### Licuadas
Las salsas licuadas son muy típicas y son las que se suelen servir en las fondas, taquerías, mercados...
- Salsa endiablada
- Salsa morita
- Salsa roja picante
- Salsa verde picante

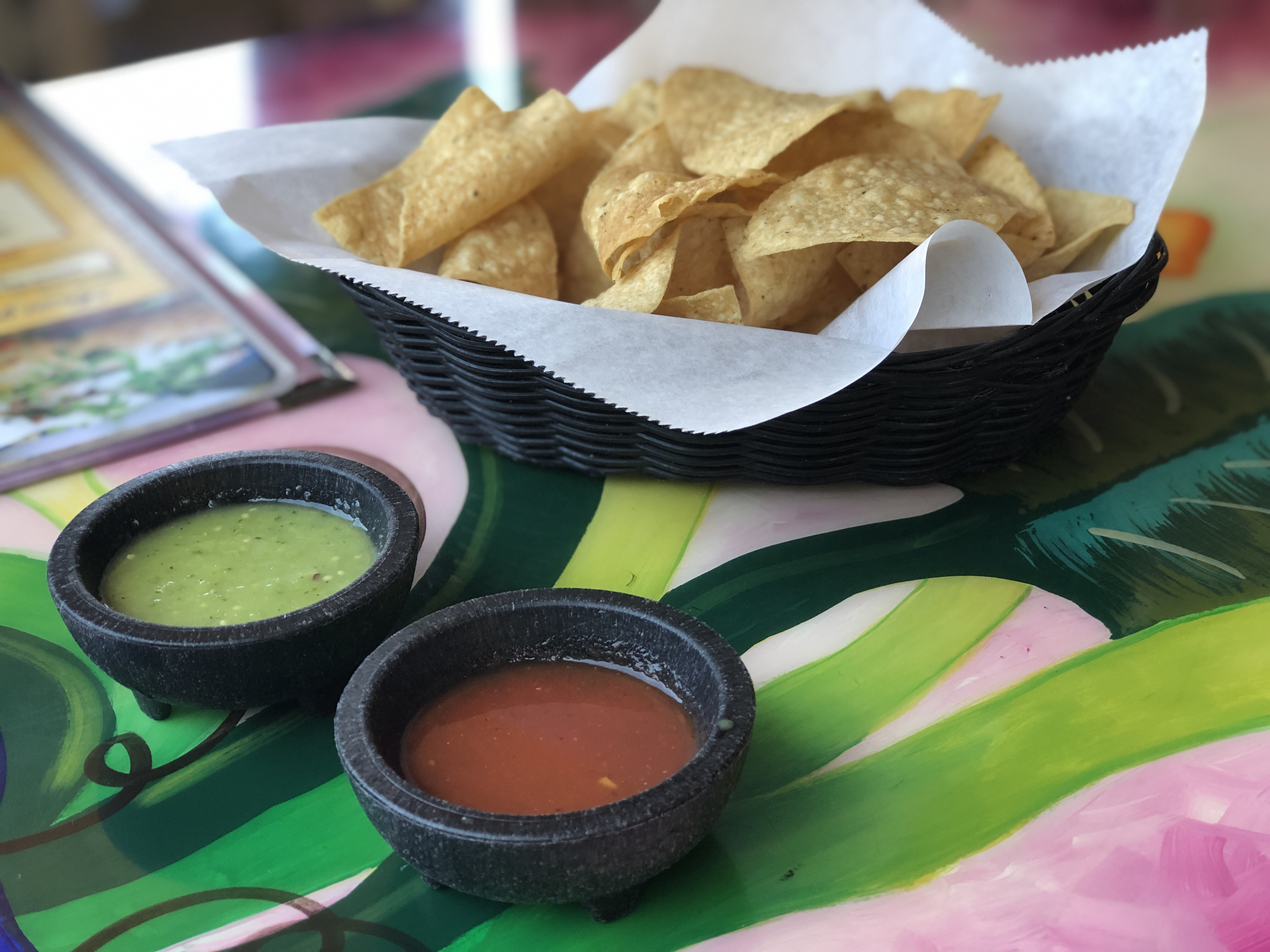
Salsa verde y salsa roja con totopos
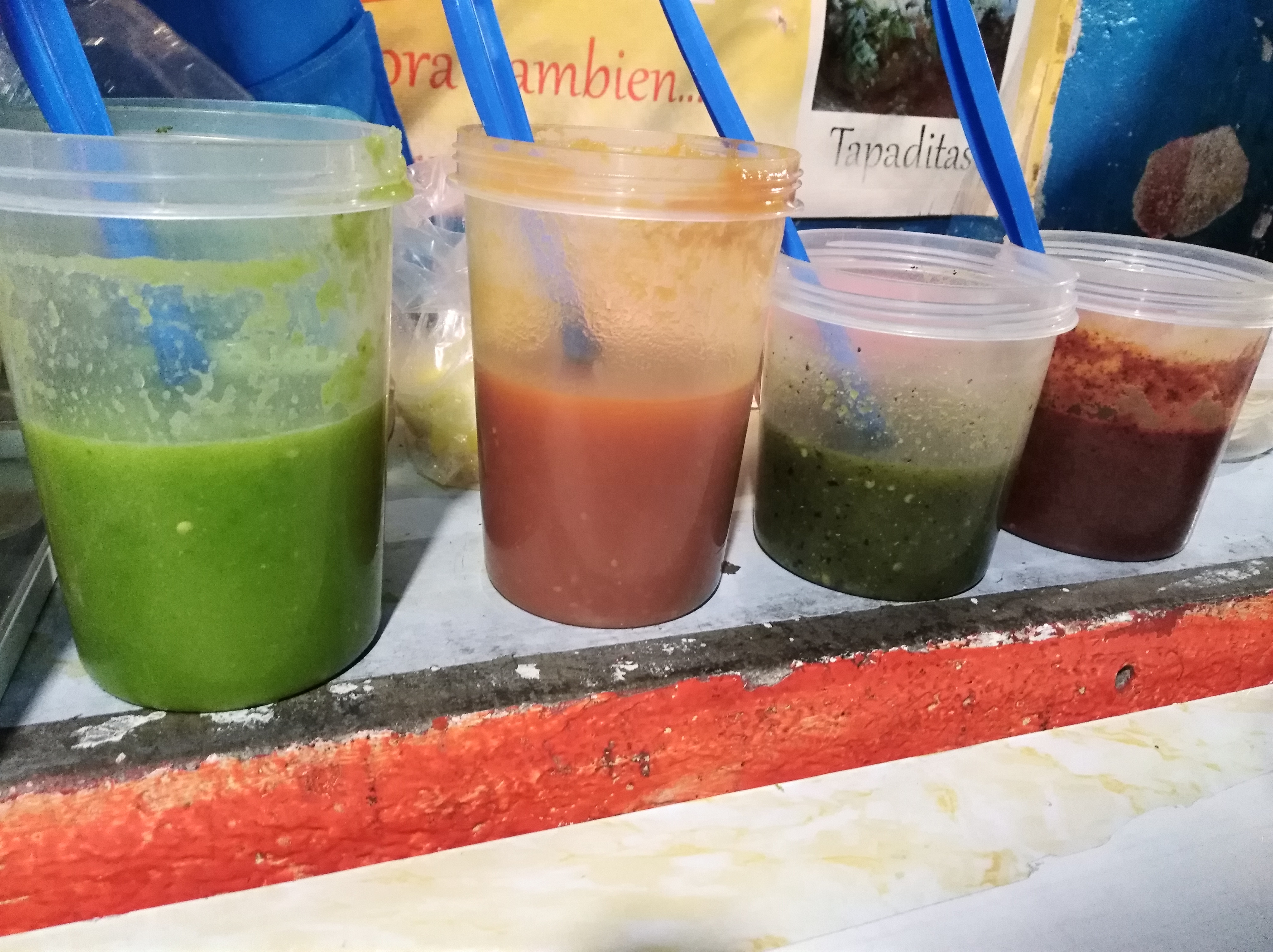
Salsas en las calles de Xalapa: verde con guacamole, roja, verde asada y de chile seco
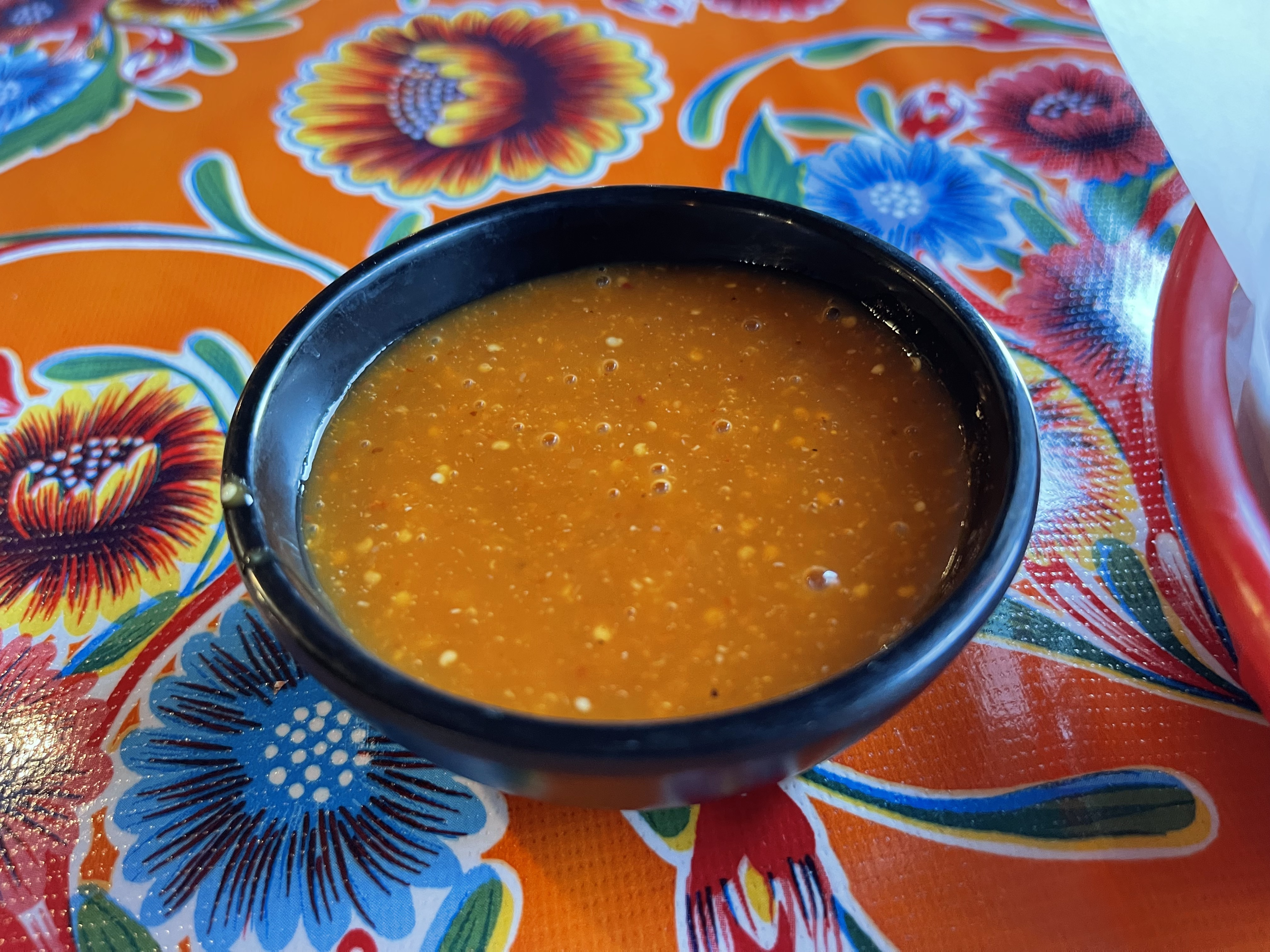
Salsa roja licuada
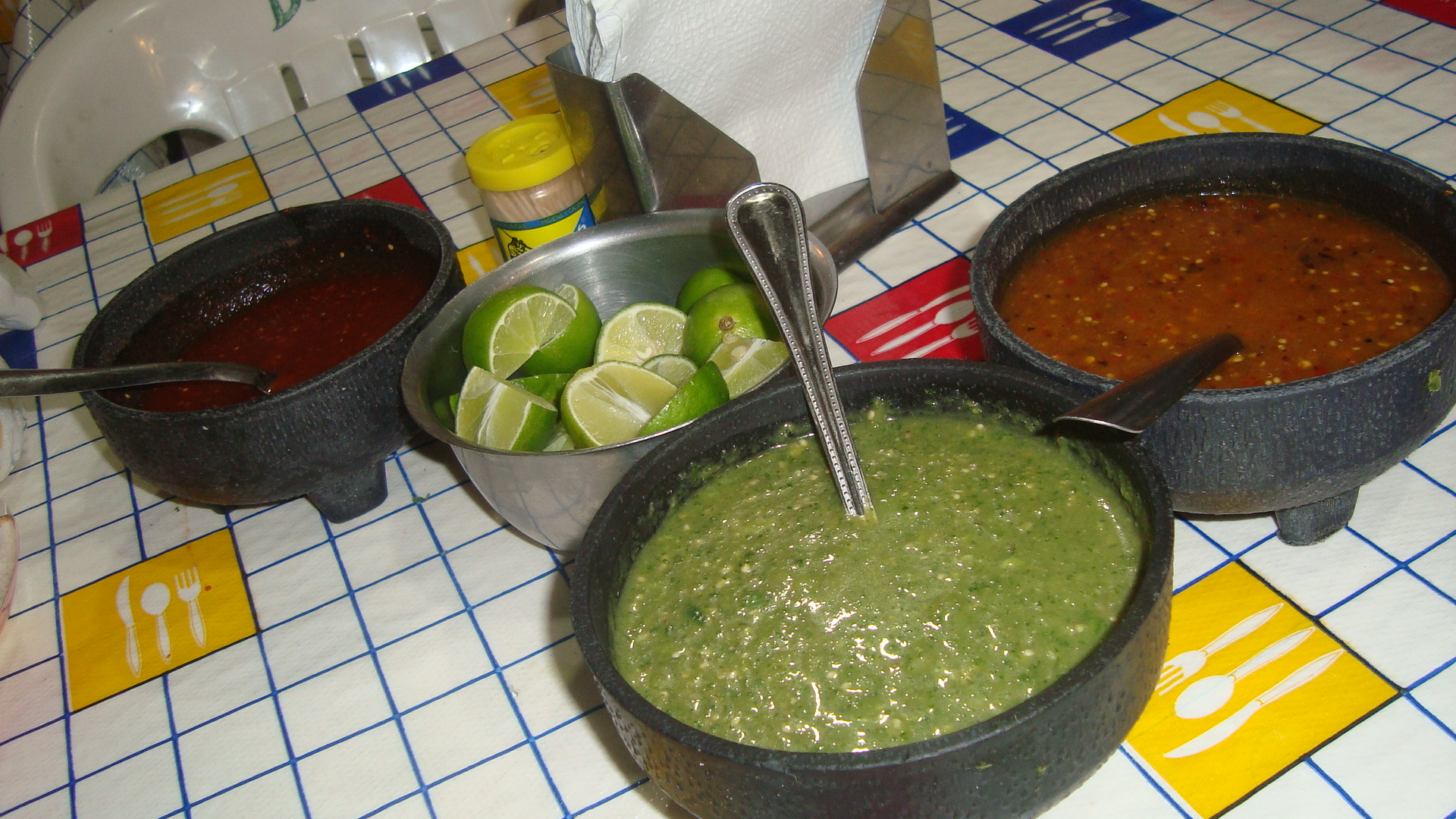
Acompañamiento de salsas y rodajas de limones en una taquería

### Martajadas o de molcajete
Se las llama salsas martajadas, porque se «martajan» (verbo mexicano para 'machacar') en un molcajete, utensilio utilizado desde época prehispánica para hacer salsas:
- Guacamole
- Salsa arriera
- Salsa de acamaya
- Salsa de albañil, típica en Ciudad de México
- Salsa borracha
- Salsa brava
- Salsa de gusanos de maguey o salsa de gusanitos
- Salsa de gusanos de nopal, típica del Valle del Mezquital
- Salsa de hormigas chicatanas
- Salsa de cacahuate, típica de Veracruz
- Salsa de chile chipotle
- Salsa de chile de árbol
- Salsa de chile morita
- Salsa de chile guajillo
- Salsa de chile de árbol
- Salsa de ciruela, típica de Morelos
- Salsa de coyul, a base de coyul y chile costeño. Típico de los chochos de Oaxaca
- Salsa de dedos, típica de Chilapa (Guerrero)
- Salsa de escamoles, típica del Valle del Mezquital
- Salsa de huevecillos de avispa, típica del Valle del Mezquital
- Salsa de panal
- Salsa de mocoque, típica de la Sierra Gorda
- Salsa güera, de Hermosillo
- Salsa de jitomate
- Salsa de molcajete
- Salsa de xonocostle
- Salsa habanera
- Salsa macha
- Salsa martajada
- Salsa oaxaqueña, con rajas de chile de agua, ajo, jitomate, cebolla y cilantro
- Salsa ranchera
- Salsa de suegra, típica de Colima
- Salsa tamulada de chile habanero
- Salsa de tuna cardona, acompaña la barbacoa en el Valle del Mezquital
- Salsa de tantarria, típica de Hidalgo y Querétaro
- Salsa de uña, típica de Colima
- Chintextle
- Milcahual, típica de La Huasteca hidalguense
- Salsa xojchile, típica de La Huasteca hidalguense

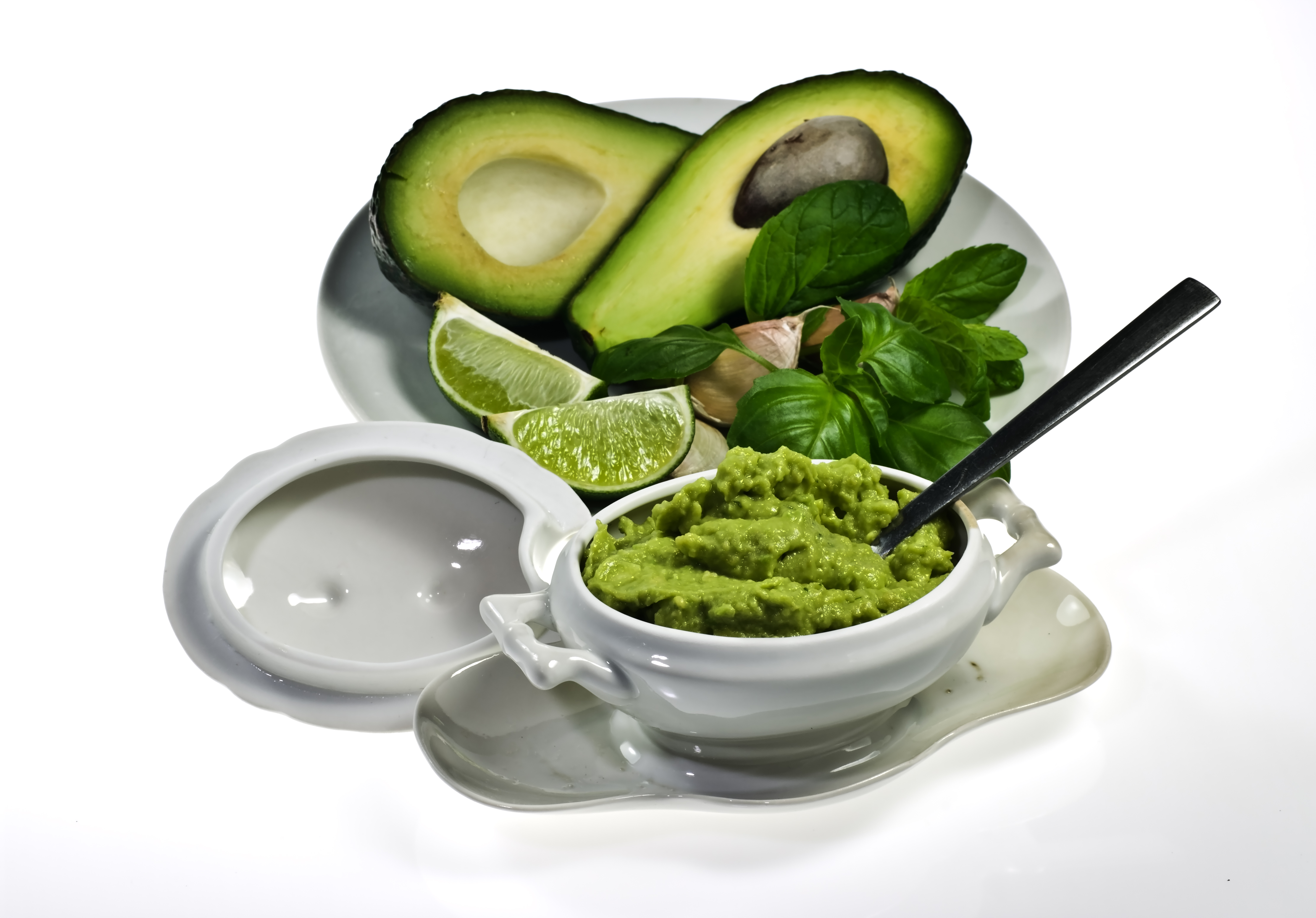
Guacamole.
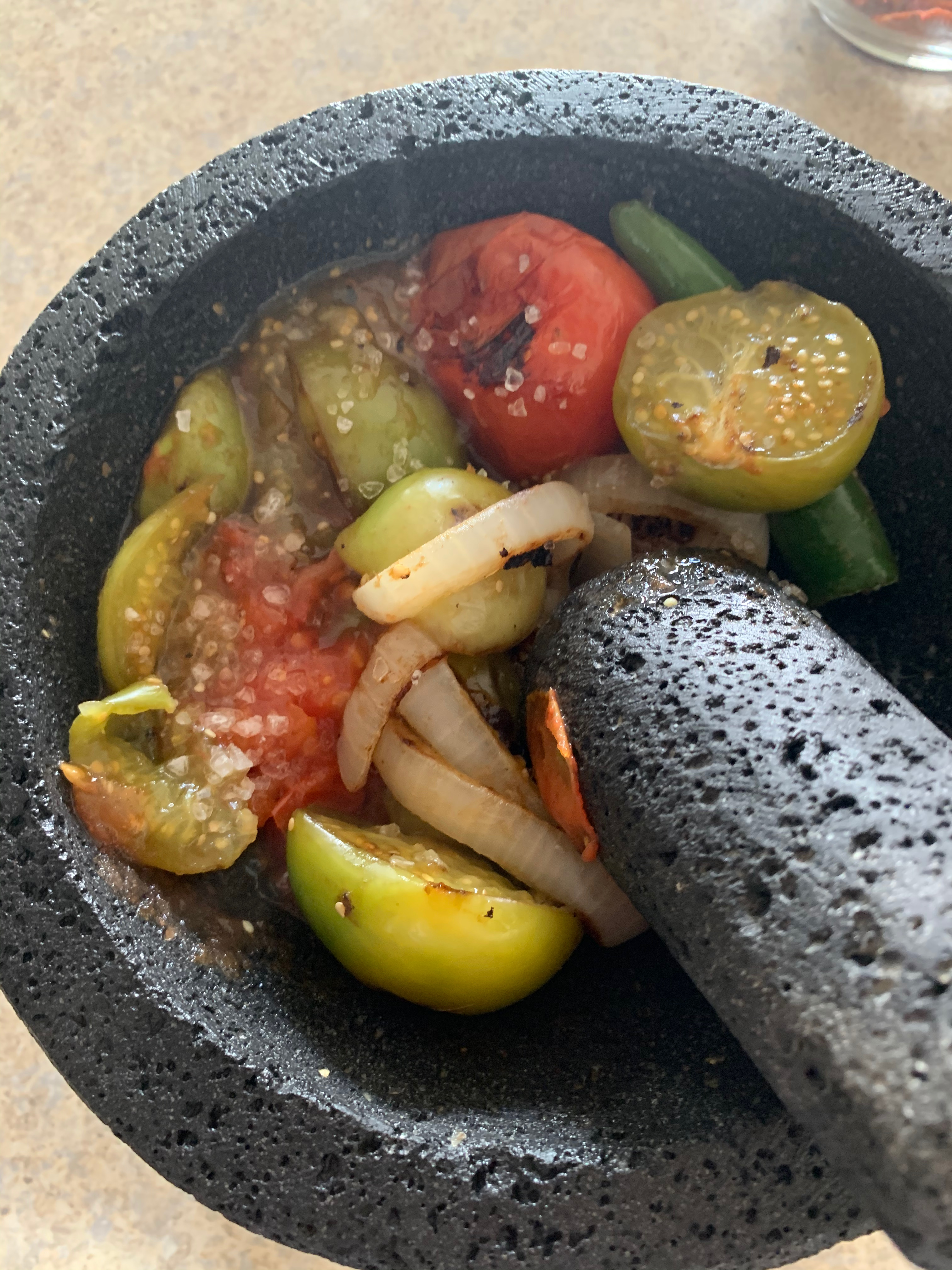
Salsa molcajeteada
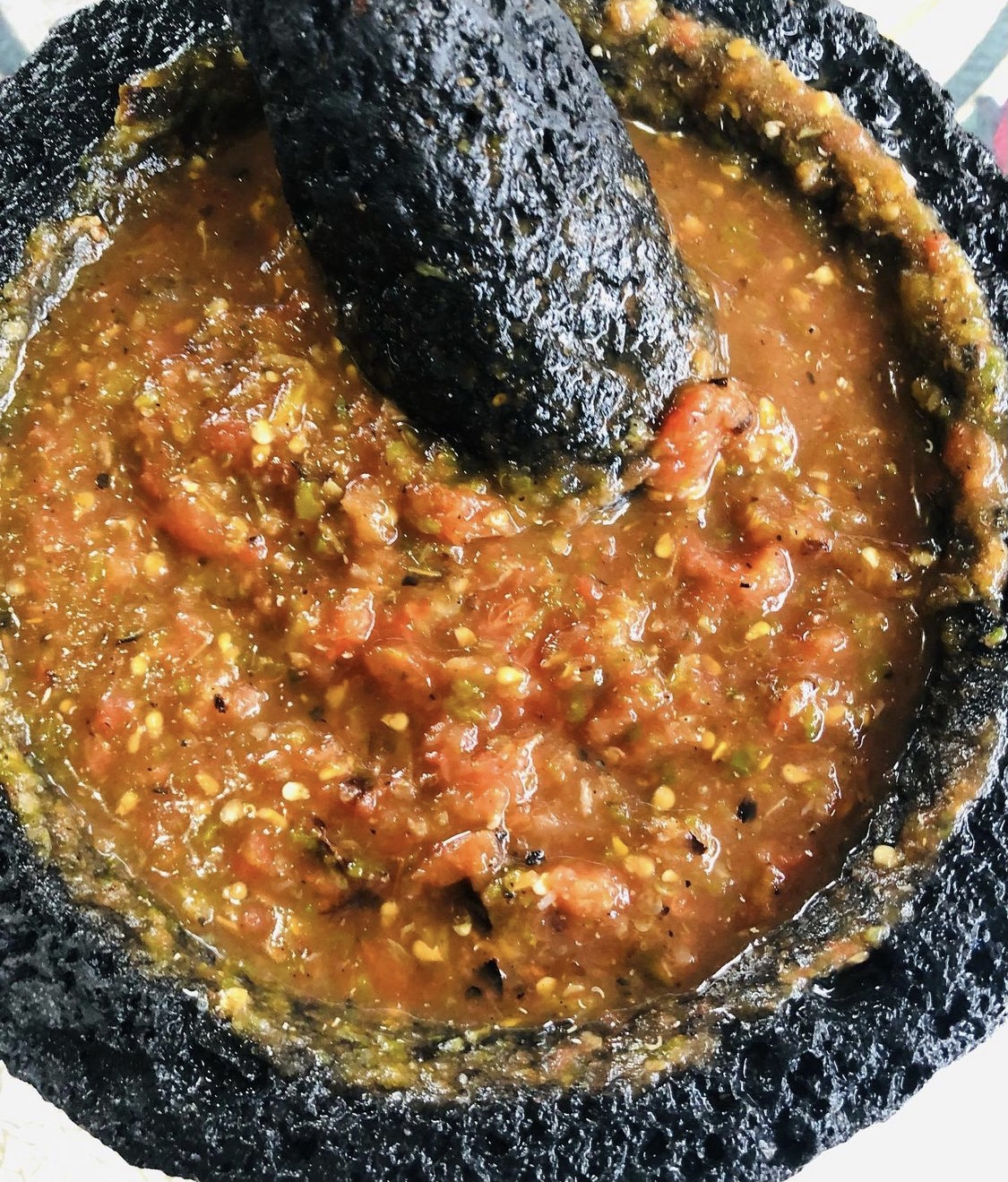
Salsa de jitomate y chile cuaresmeño tatemados
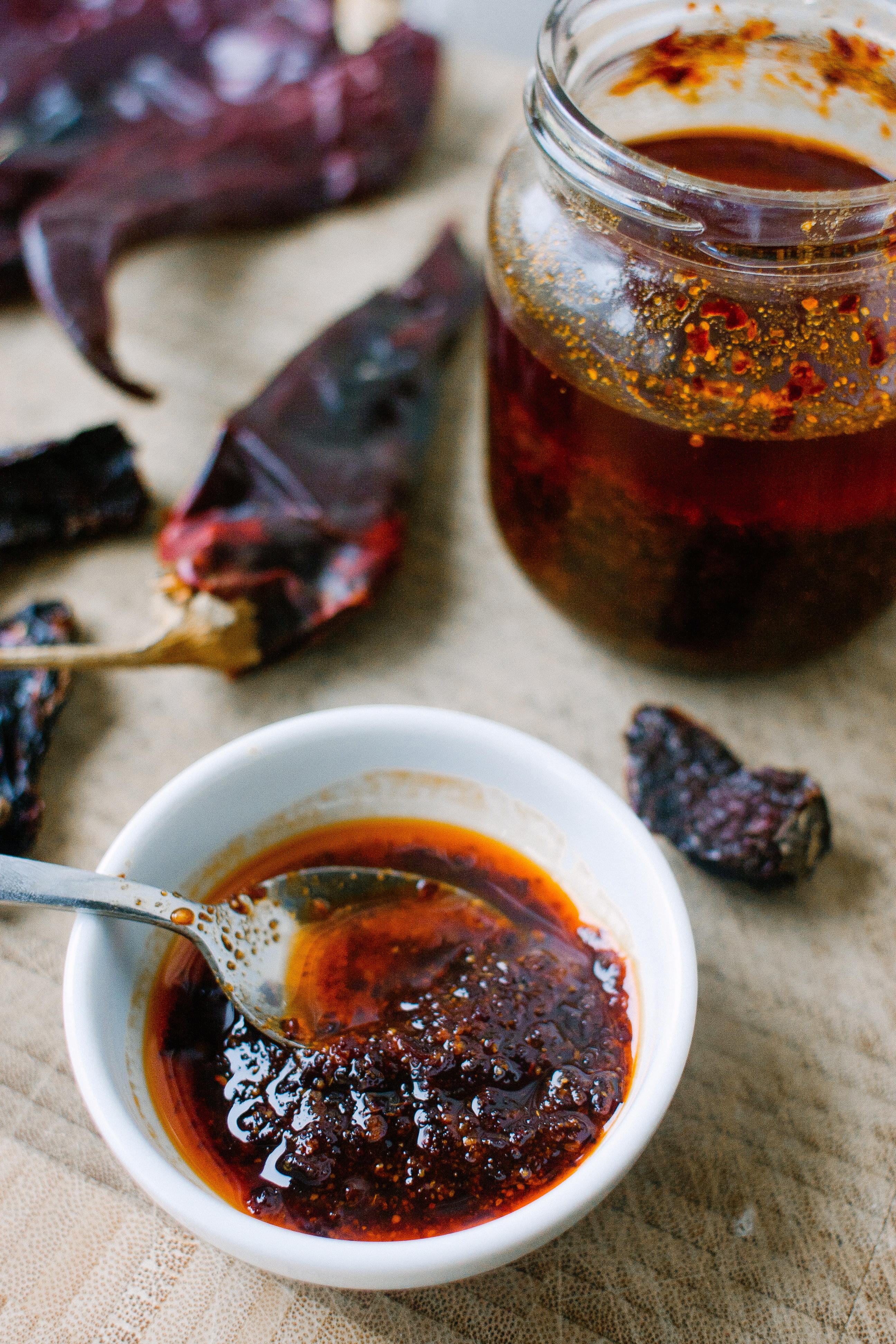
Salsa macha
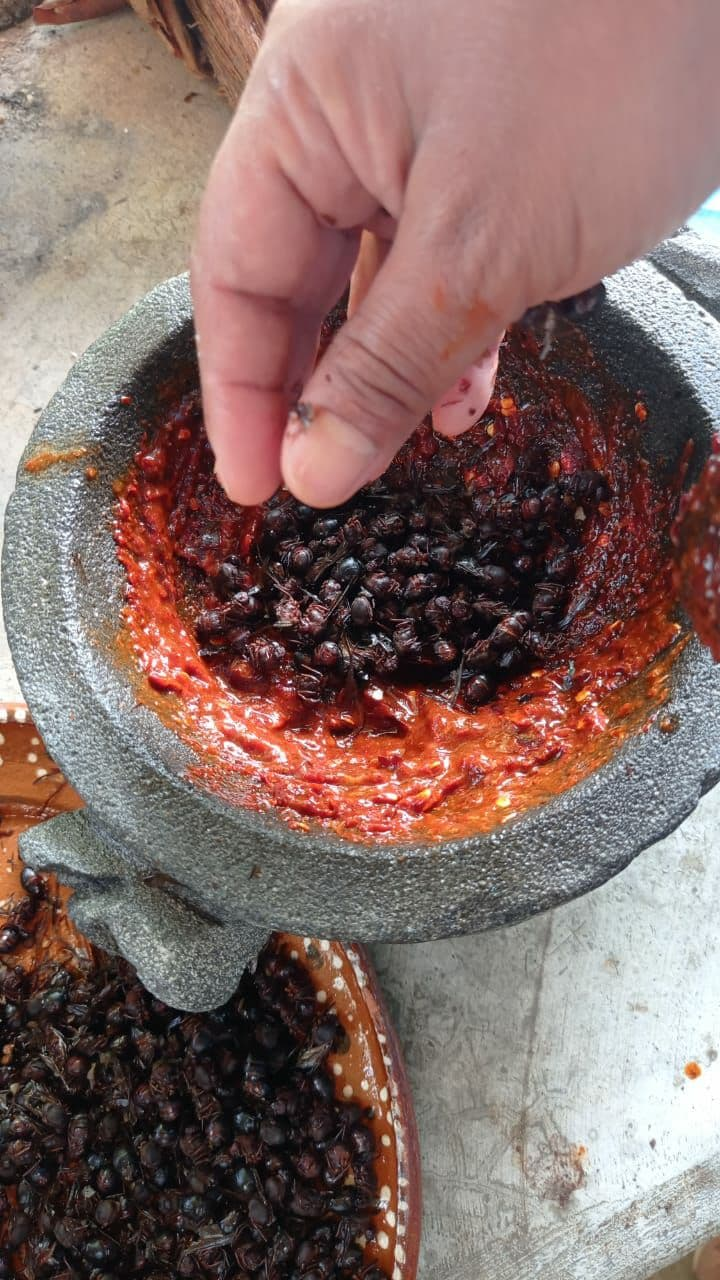
Salsa de chicatanas
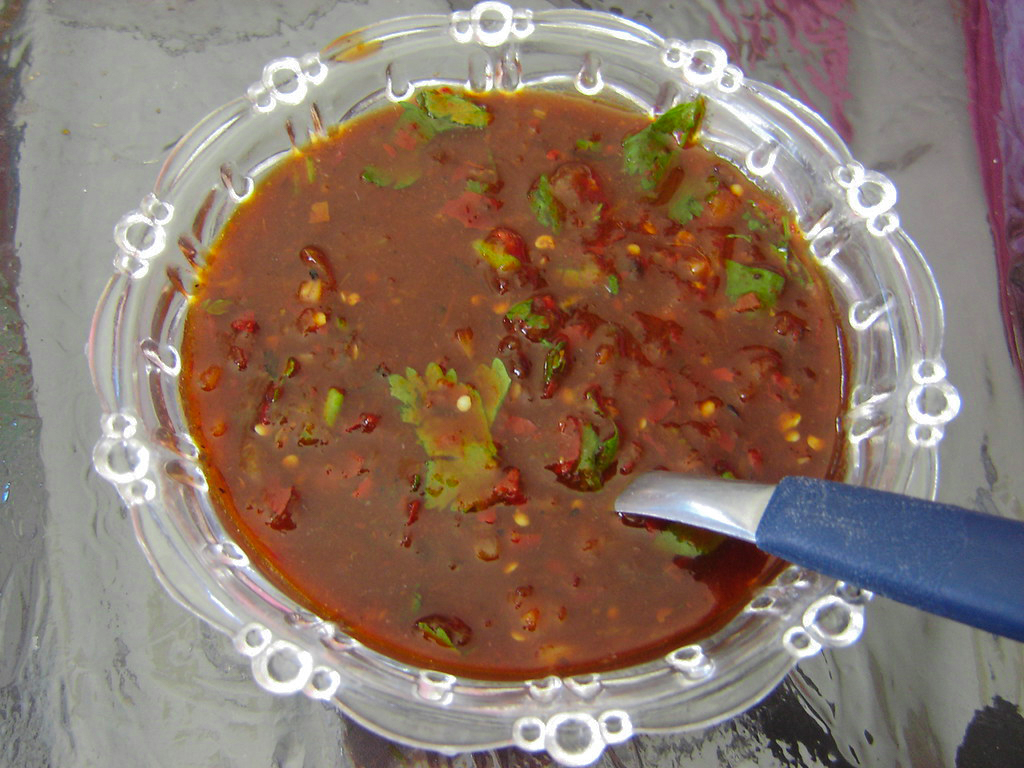
Salsa borracha de pulque
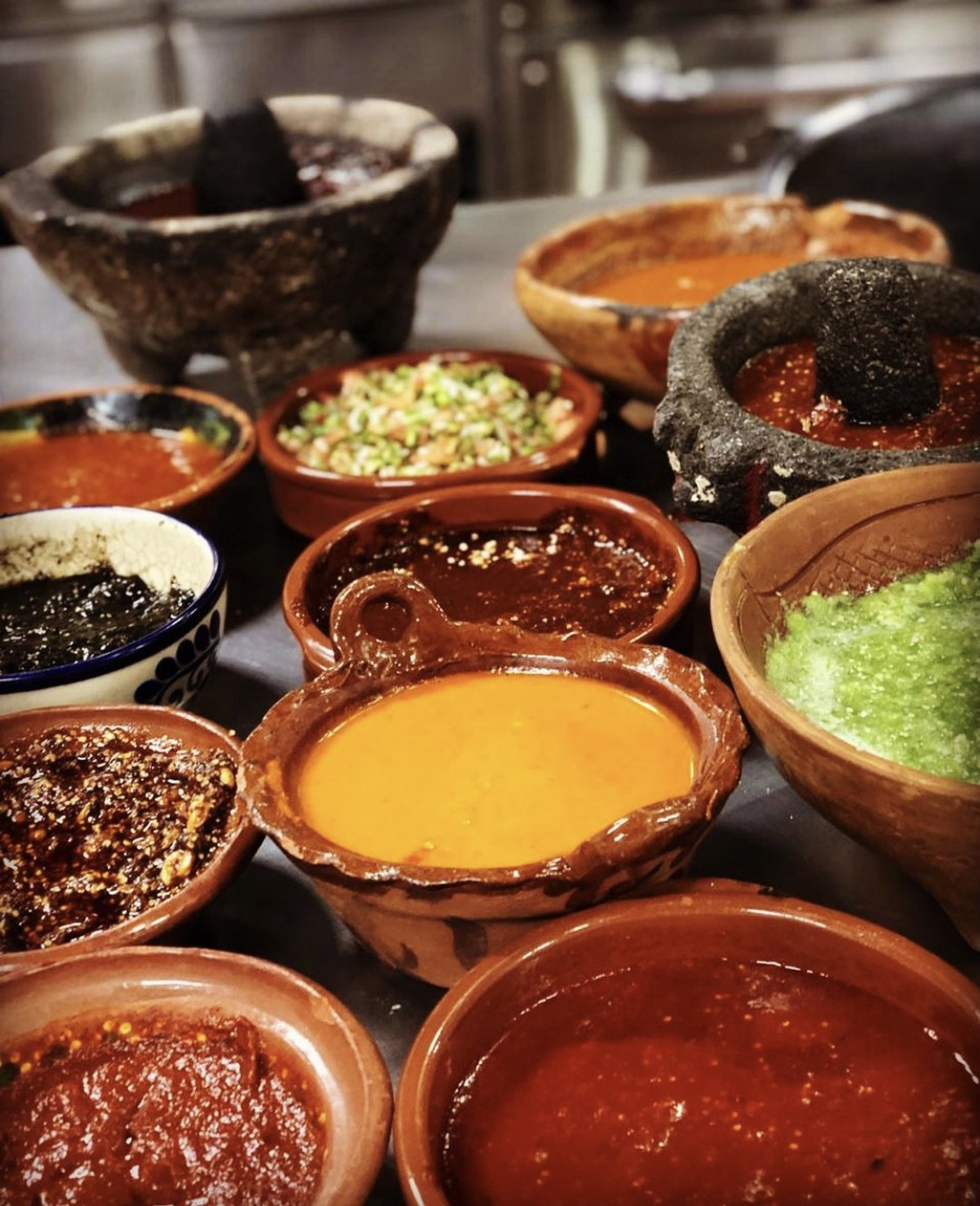
Variedad de salsas
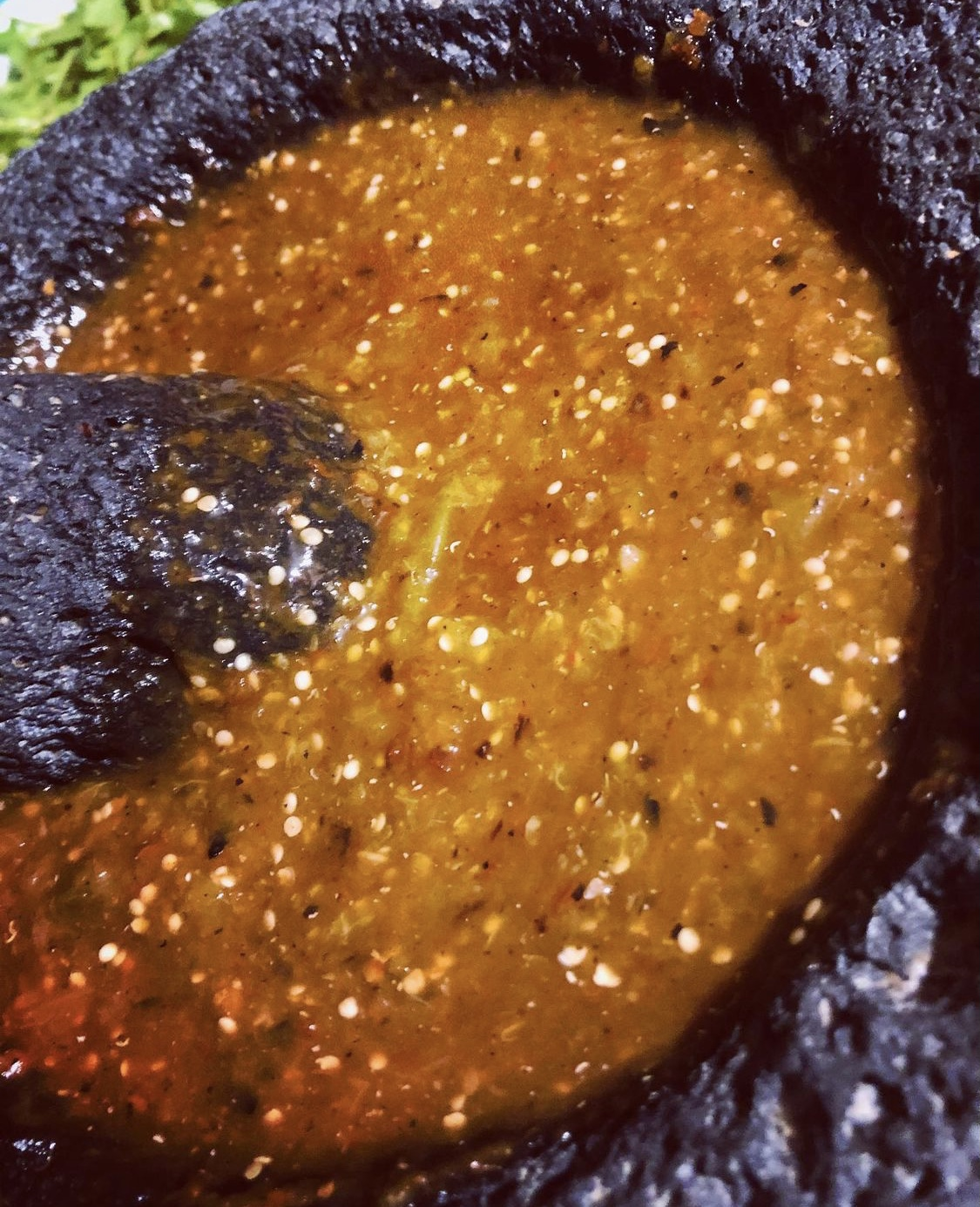
Salsa de chile morita

### Picadas
Los ingredientes de estas salsas se pican, es decir, se trocean pequeño:
- Pico de gallo o salsa mexicana, a veces puede estar martajado.
- Salsa chojín, con jitomate, cebolla, chile y naranja agria. Típica de Chiapas
- Salsa de mango
- Salsa xnipec o salsa yucateca, con chile habanero y cebolla morada.
- Chirmol

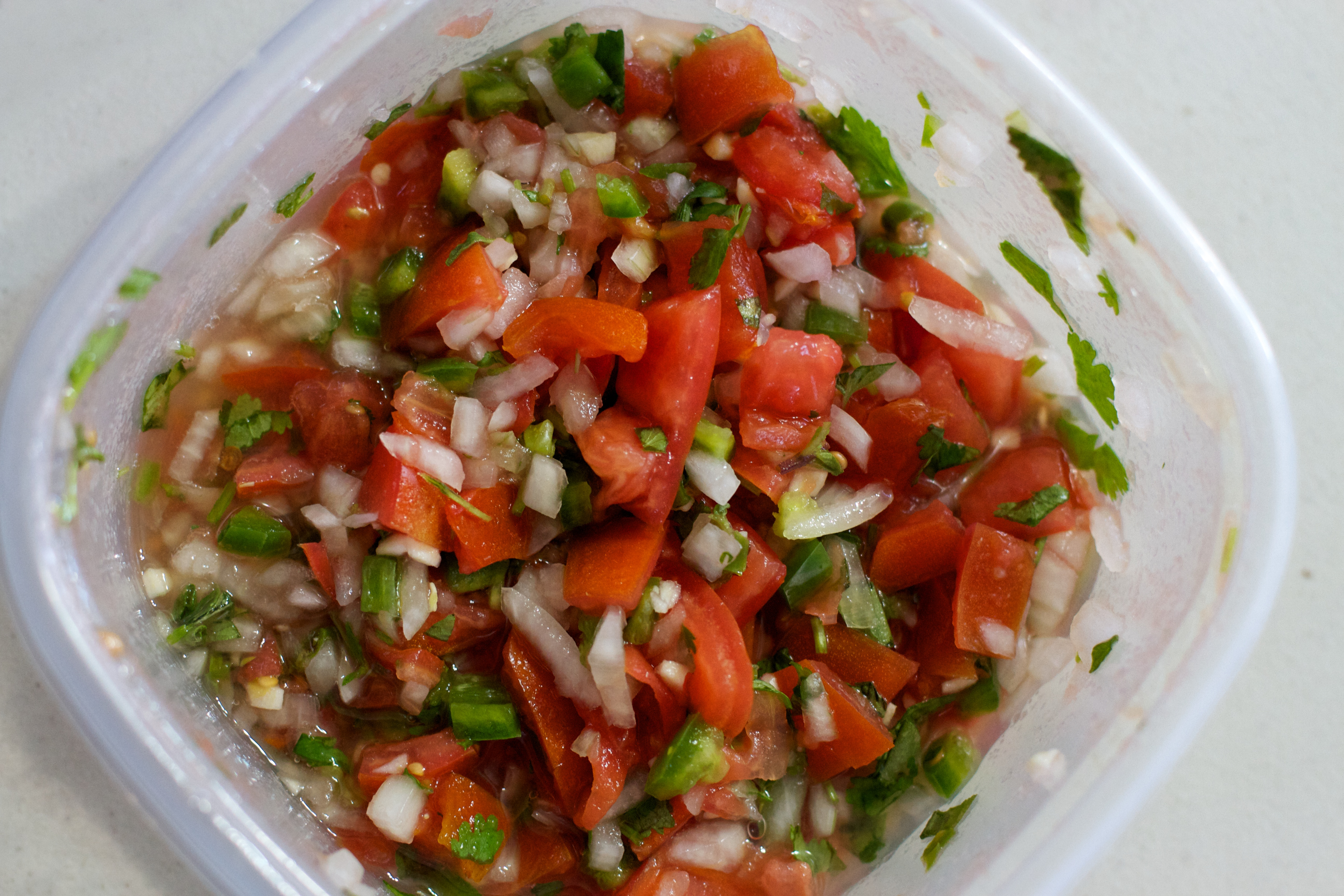
Pico de gallo
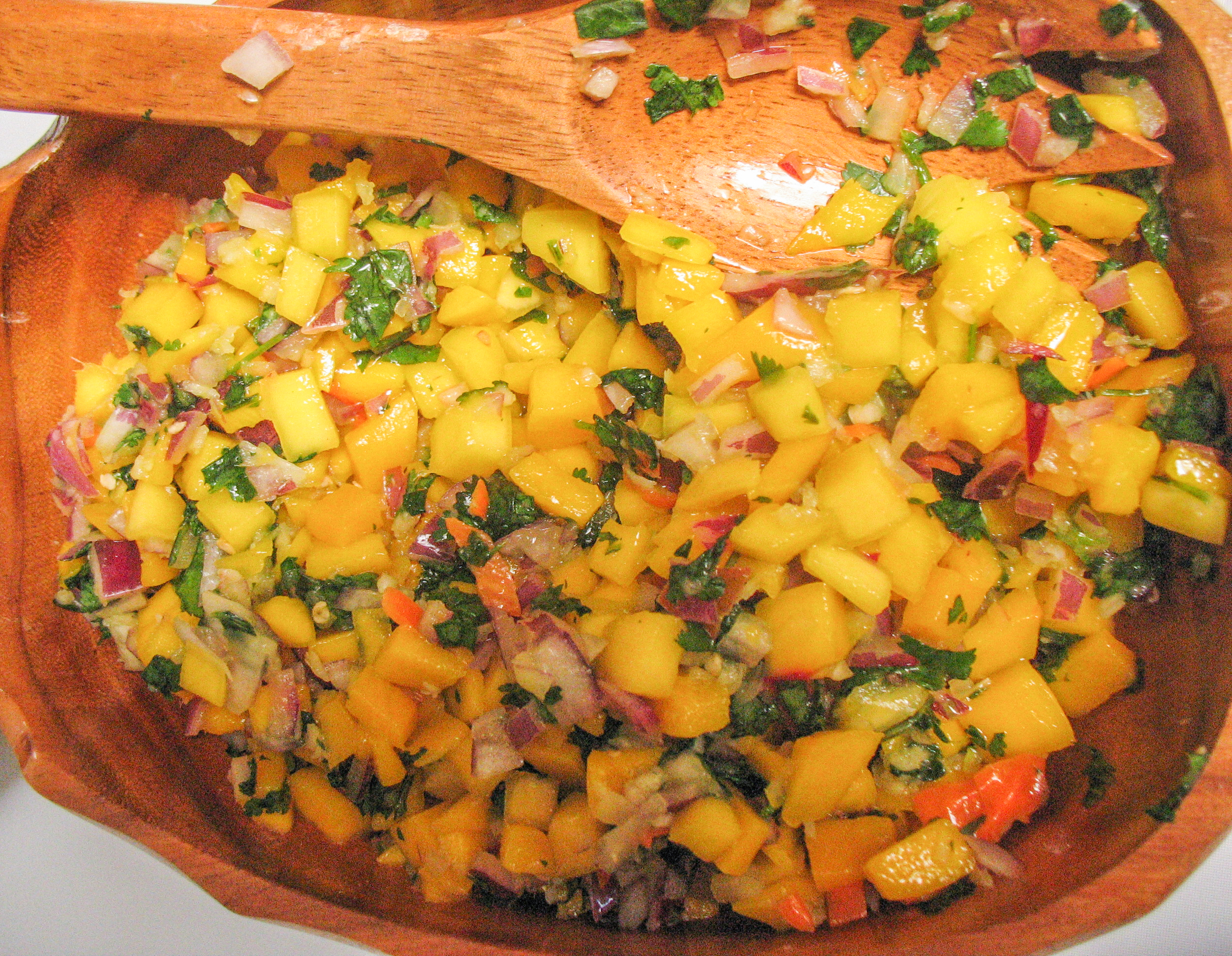
Salsa de mango
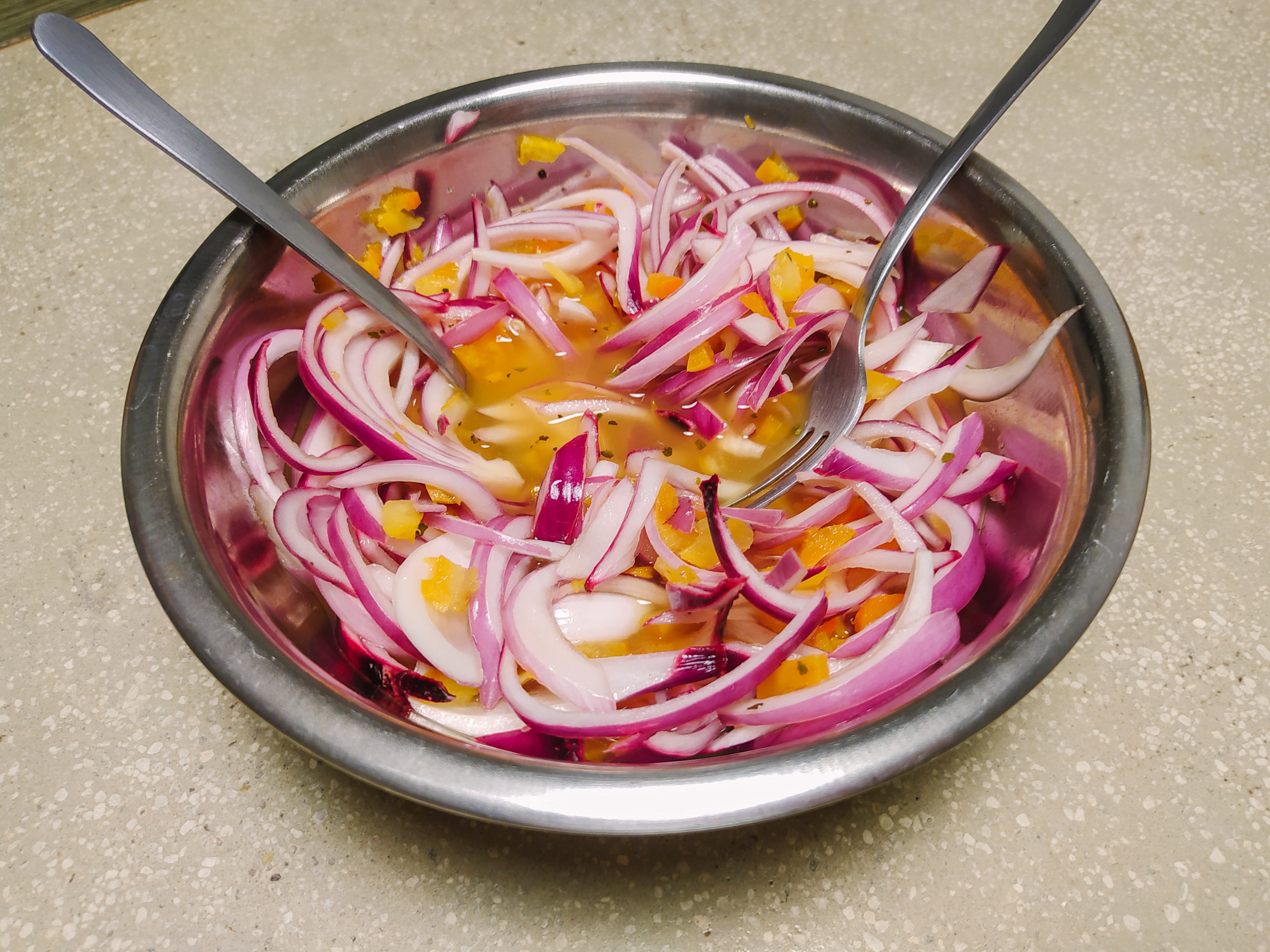
Xnipec.
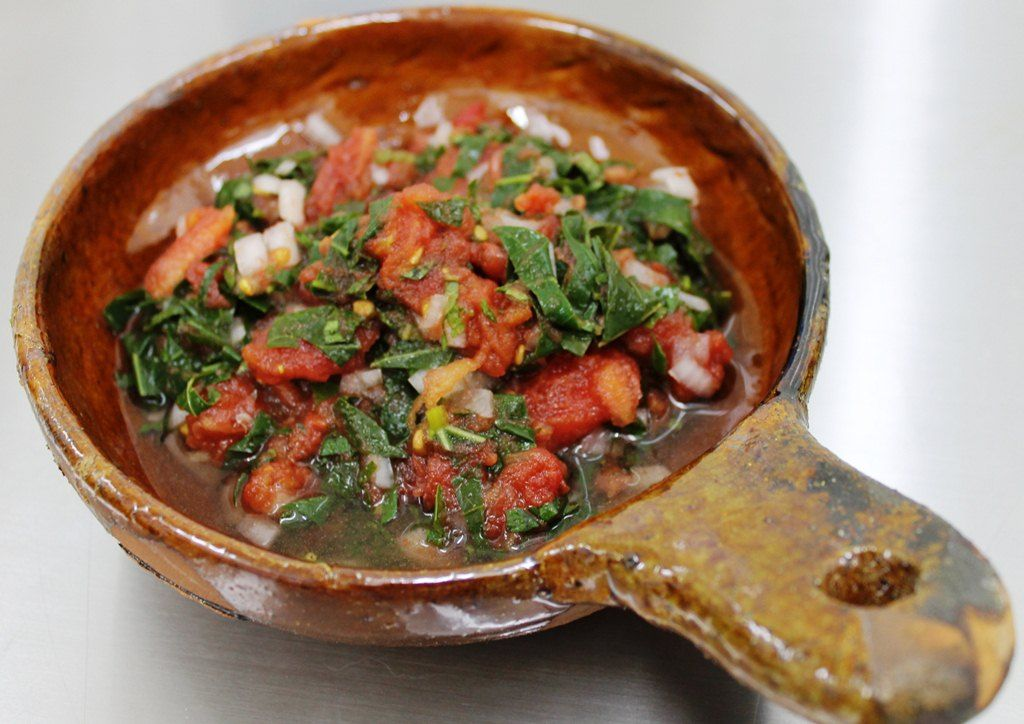
Chirmol con chaya

### Salsas comerciales
También son muy populares las salsas ya preparadas. Especialmente para la «botana», es decir el aperitivo o snack, teniendo cada empresa su propia receta:
- Salsa Botanera
- Salsa Búfalo
- Salsa Chontal
- Salsa Cholula
- Salsa habanera
- Salsa maga
- Salsa Valentina
- Chamoy

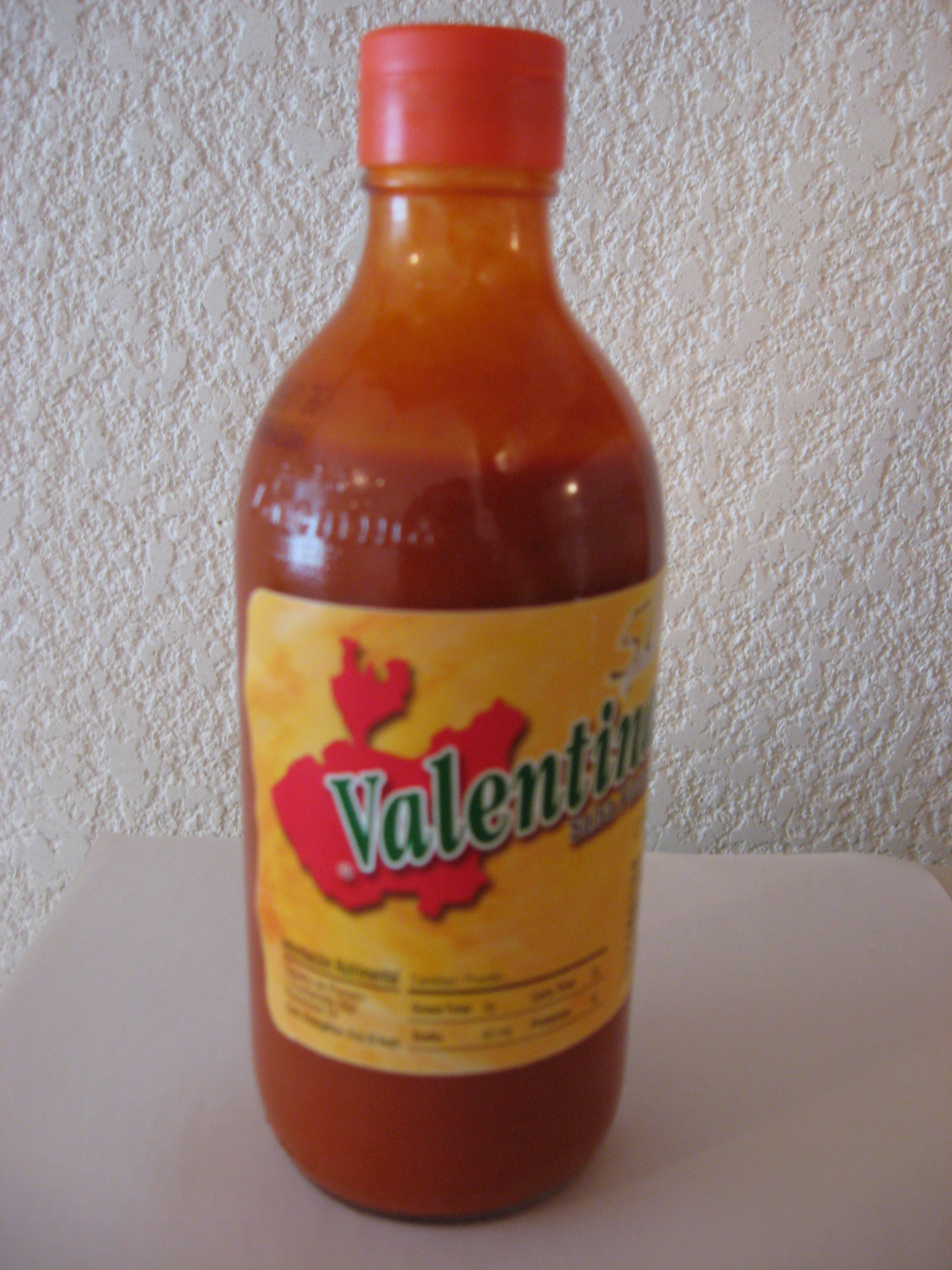
Salsa Valentina.
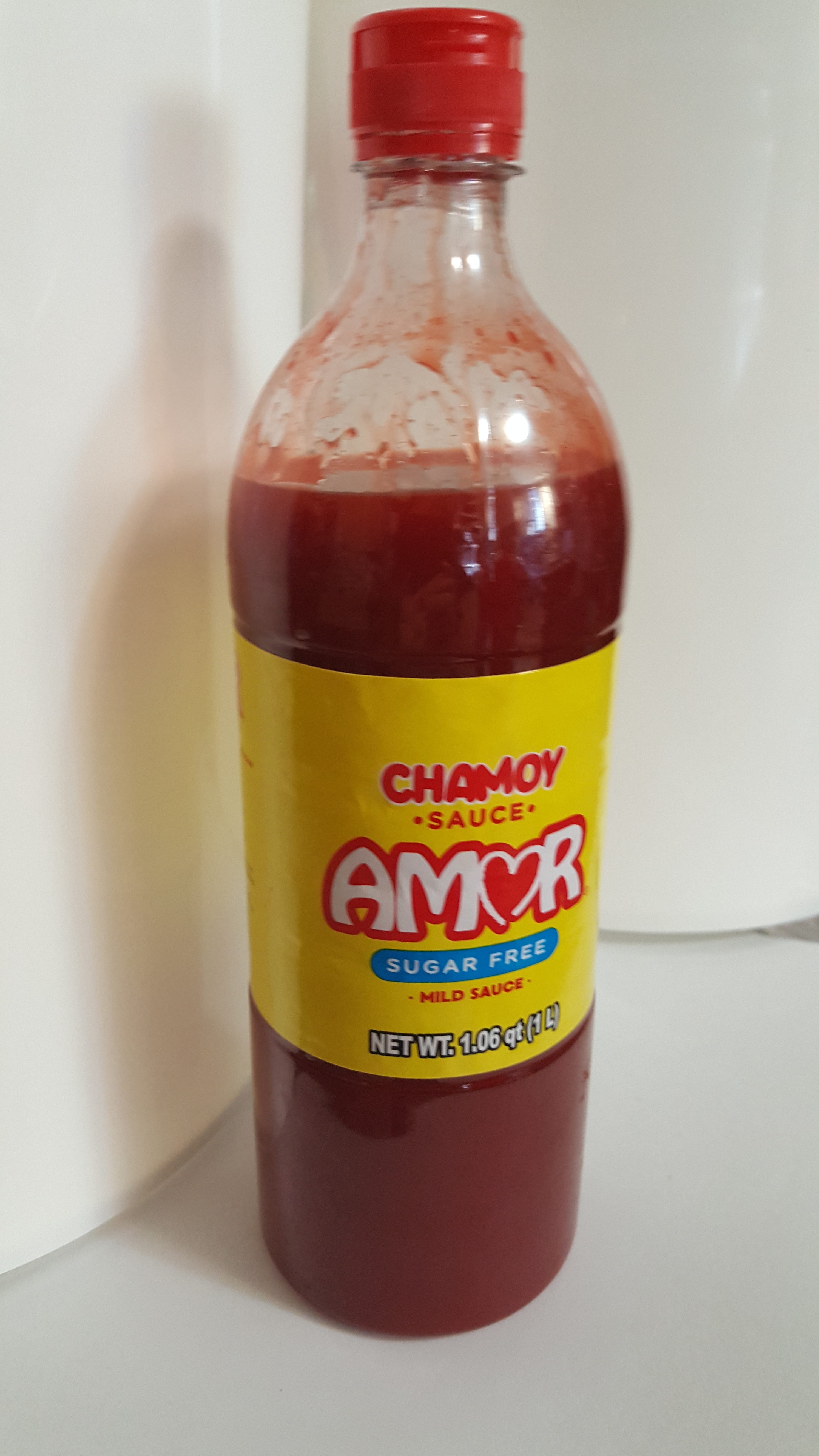
Chamoy
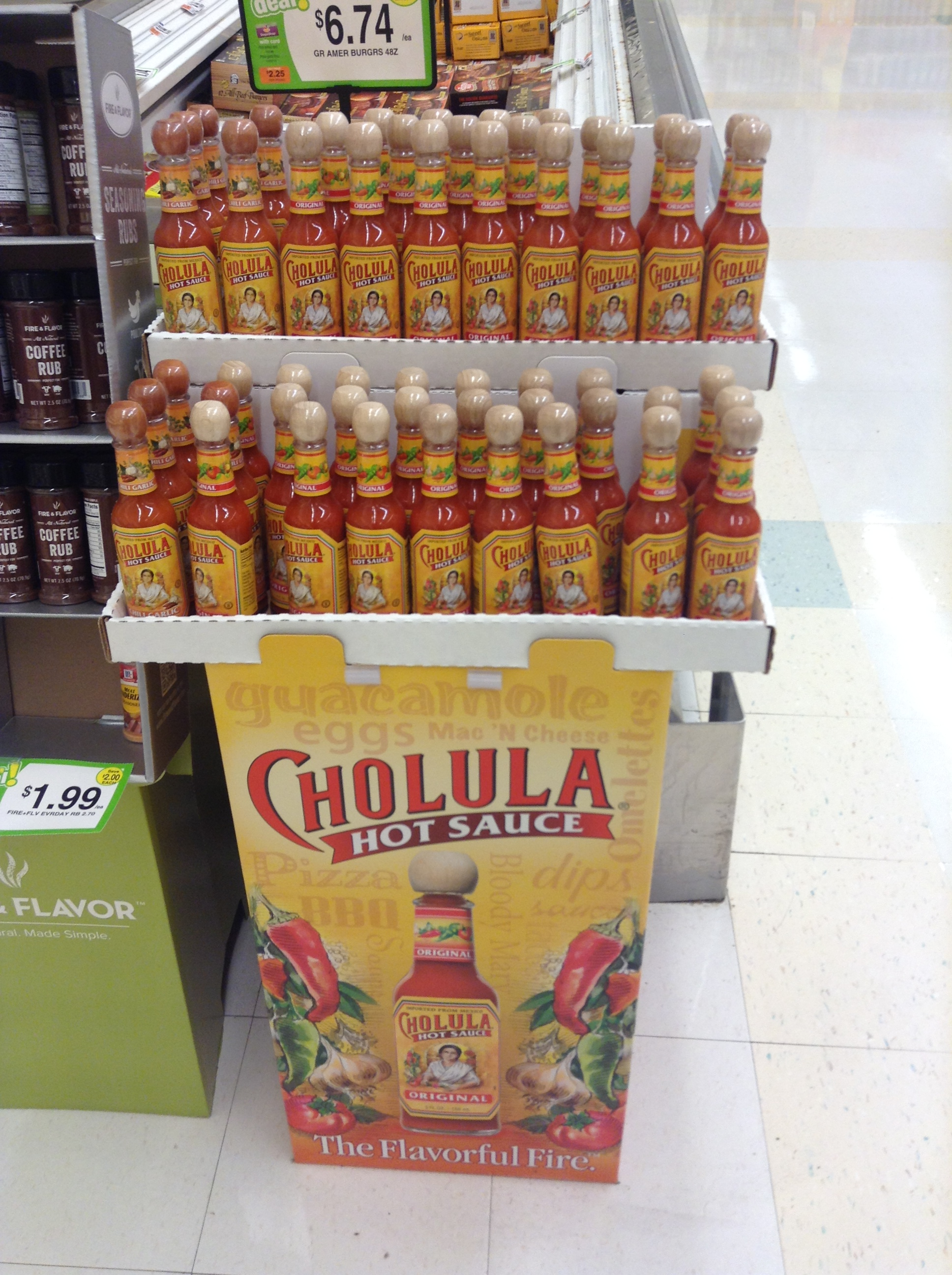
Salsa Cholula